# Quotidien (émission de télévision)
Pour les articles homonymes, voir Quotidien (homonymie).
Quotidien est une émission de télévision française d'infodivertissement quotidienne diffusée en avant-soirée depuis le 12 septembre 2016 sur TMC. L'émission est présentée par Yann Barthès et produite par Bangumi, société créée par ce dernier et Laurent Bon.
L'émission se compose de chroniques et de reportages réalisés par l'équipe de chroniqueurs et journalistes qui entourent Yann Barthès et accueille chaque jour des personnalités qui font l'actualité, des intellectuels, des hommes ou femmes politiques, ainsi que des célébrités françaises et internationales.

## Description
Quotidien est un talk-show d'infodivertissement abordant la politique, la culture, le sport, les médias et les peoples. L'émission comprend des séquences journalistiques et des reportages, mais également des chroniques humoristiques ainsi que des interviews d'artistes.
D'après Le Parisien, citant un « proche », sa ligne éditoriale est « pro-LGBT et contre les extrêmes ». Yann Barthès donne également les « valeurs d'humanisme, anti-racistes, de liberté et d'égalité » et la liberté de la presse comme lignes assumées de l'émission,.

### Horaires de diffusion
Quotidien est diffusée chaque soir du lundi au vendredi de 19 h 25 à 21 h/21 h 15 sur TMC.
Dans le détail, l'émission est découpée en trois parties, la première étant diffusée de 19 h 25 à 20 h 10, la deuxième de 20 h 15 à 20 h 55 et la troisième de 20 h 55 à 21 h 15.
Depuis le 25 octobre 2016, une émission compilant les meilleurs moments de la veille, nommée L'avant Quotidien, est diffusée juste avant Quotidien, entre 18 h 35 et 19 h 20.
Une pastille baptisée Quotidien Express est diffusée sur TF1 tous les samedis à 20 h 45, reprenant une séquence marquante de la semaine.
Depuis le 8 septembre 2018, un florilège de la semaine, nommé Quotidien l'hebdo, est diffusé tous les samedis de 11 h 55 à 13 h 35 sur TMC.

### Plateau

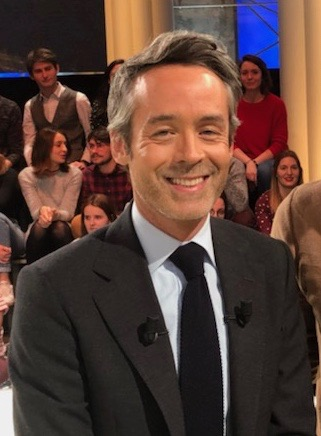
Yann Barthès, producteur et animateur, sur le plateau de l'émission en 2019.

L'émission est tournée aux Studios Rive Gauche sur le plateau précédemment occupé par Nulle part ailleurs (1987-2001) puis par Le Grand Journal (2004-2015).

## Historique

### Contexte
Le 9 mai 2016, Yann Barthès annonce à l'AFP qu'il quitte Canal+ et Le Petit Journal qu'il présente depuis 2004. Le jour même, le groupe TF1 officialise le recrutement de l'animateur à la rentrée 2016 pour présenter une émission hebdomadaire et une quotidienne. Dans Libération, un proche de l'animateur présente la nouvelle émission comme un « show d'actualité d'une heure avec encore plus de reporters et d'enquêtes que dans Le Petit Journal ». Le 27 juin 2016, Canal+ annonce que Yann Barthès est remplacé par Cyrille Eldin à la présentation du Petit Journal.

### Saison 1 (2016-2017)
La saison 1 débute le lundi 12 septembre 2016. Cette saison a pour marraine la chanteuse et actrice Vanessa Paradis.
Durant les premiers numéros de cette saison, l'émission est diffusée de 19 h 10 à 19 h 25 pour la première partie et de 19 h 30 à 20 h 30 pour la seconde,. L'émission s'allonge ensuite, la première partie étant diffusée de 19 h 10 à 19 h 40 et la seconde partie de 19 h 45 à 20 h 55.
Jusqu'au 7 octobre 2016, Quotidien est proposé en inédit du lundi au jeudi, l'émission du vendredi consistant en un florilège de la semaine passée. À partir du 14 octobre 2016, l'émission propose des numéros inédits du lundi au vendredi.
Pour son arrivée sur TMC, Yann Barthès est accompagné par d'autres anciens membres du Petit Journal, à l'image des journalistes Martin Weill, Hugo Clément, Camille Crosnier et Paul Larrouturou, d'Étienne Carbonnier, de Willy Papa ou des humoristes Éric et Quentin. L'émission recrute également les reporters Valentine Oberti et Azzeddine Ahmed-Chaouch, ainsi que le journaliste Marc Beaugé et les humoristes Vincent Dedienne et Nora Hamzawi.
Le duo du Palmashow intègre l'émission le temps du Festival de Cannes avec la rubrique Cannes Off, une pastille quotidienne humoristique où ils évoquent les « meilleurs films pas sélectionnés ».
C'est à l'occasion du premier numéro de Quotidien que TMC inaugure sa nouvelle identité visuelle. Cette première émission est suivie, sur sa partie principale, par 1 290 000 téléspectateurs, soit 6,3 % du public, dépassant les attentes de son animateur qui espérait atteindre le million de téléspectateurs au mois de juin 2017.
En plus de sa diffusion sur TMC, l'émission est accompagnée d'une pastille diffusée chaque soir à 20 h 45 sur TF1 intitulée Quotidien Express reprenant des séquences du numéro du jour. Cependant, les changements d'horaires de Quotidien ont obligé la chaîne à faire basculer ce format court en diffusion hebdomadaire le samedi à partir de janvier 2017,.

#### Émissions spéciales
Le 8 novembre 2016, à l'occasion de l'élection présidentielle aux États-Unis, une émission spéciale baptisée Quotidien : la nuit américaine est diffusée en direct sur TMC à partir de 23 h 35 jusqu'à 8 h 40 le lendemain afin d'en suivre les résultats.
Le 9 décembre 2016, Yann Barthès présente, en deuxième partie de soirée sur TF1, Quotidien : Les hommes et les femmes de l'année 2016, aussi appelé les Q d'Or. Tout au long de l'émission, des trophées appelés Q d'Or sont remis aux personnalités qui ont marqué l'année,.
Le 20 janvier 2017, Quotidien propose de 19 h 40 à 22 h 10 un numéro spécial consacré à l'investiture de Donald Trump.
Le 24 janvier 2017, l'émission, raccourcie, est consacrée au débriefing du quart de finale du Championnat du monde de handball masculin 2017 opposant la France à la Suède.
Yann Barthès anime ensuite sur TF1 une série d'émissions thématiques en deuxième partie de soirée, avec Le Tattoo Show le 17 mars, Le Toutou Matou Show le 14 avril,, Le Tif Show le 2 juin et Le Summer Show le 23 juin 2017.
Le 27 juin 2017, Martin Weill présente sa première émission en première partie de soirée sur TMC, intitulée Trump, Saison 1, et lors de laquelle il revient sur la campagne, l'élection et les débuts de Donald Trump à la tête des États-Unis.

#### Q d'Or 2016(Quotidien: Les hommes et les femmes de l'année 2016)

Logo des Q d'Or 2016

Le 9 décembre 2016 à 23 h 50 sur TF1, Yann Barthès présente Quotidien : Les hommes et les femmes de l'année 2016, première édition de la cérémonie des Q d'Or qui récompense les personnes qui ont marqué l'année selon la rédaction de Quotidien.
Au cours de cette édition, sont récompensés :
- Virginie Efira, actrice de l'année.
- Vincent Lacoste, acteur de l'année.
- Kad Merad, acteur de série de l'année.
- Julien Doré, chanteur de l'année.
- Antoine Griezmann, footballeur de l'année.
- Khatia Buniatishvili, musicienne de l'année.
- Squeezie, YouTubeur de l'année.
- Le Palmashow, humoristes de l'année.
- Jérémy Ferrari, spectacle de l'année.
- Georges Chapelier, journaliste de l'année.
- Divines de Houda Benyamina, film de l'année.
- Estelle Mossely, sportive de l'année.
- Cindy Bruna, top model de l'année.
- JR, artiste de l'année.

La dernière émission de la saison 1 est diffusée le 30 juin 2017.

### Saison 2 (2017-2018)
La saison 2 débute le 4 septembre 2017 et conserve le découpage de la saison précédente.
Ce début de saison est marqué par les départs de Camille Crosnier et Panayotis Pascot. Hugo Clément quitte également l'émission au mois de novembre, son départ, annoncé pour la fin d'année 2017, ayant été précipité par une polémique entourant le journaliste.
Deux nouveaux journaliste intègrent l'émission : Julien Bellver, dès le mois de septembre, pour animer une chronique médias, et Baptiste des Monstiers, en janvier 2018, pour traiter de l'actualité politique et sociétale française.

#### Émissions spéciales
Une version mensuelle de Quotidien, intitulée « Quotidien, la soirée », est annoncée avant d'être finalement abandonnée, l'équipe préférant se consacrer exclusivement aux émissions quotidiennes.
Le 8 novembre 2017, Martin Weill anime une nouvelle émission spéciale, baptisée Trump : un an jour pour jour, dans laquelle il revient sur le bilan de la première année de Donald Trump à la tête des États-Unis.
Le 6 décembre 2017, Willy Papa commente la cérémonie des American Music Awards à la manière de sa chronique, le Petit Q.
Le 3 janvier 2018, TMC inaugure un nouveau format intitulé Quotidien : l'année people, compilation de moments choisis de la séquence du « Petit Q » et des interviews des invités les plus prestigieux à être passés sur le plateau.
De son côté, Étienne Carbonnier fait ses premiers pas à l'animation d'une émission de prime-time avec Transpi Party le 17 janvier 2018, et Soirée Canap le 4 avril 2018, déclinaisons de ses chroniques quotidiennes.
Le 9 mars 2018, Martin Weill présente un numéro de Quotidien entièrement consacrée au continent africain.
Dès le jeudi 14 juin 2018, l'émission lance un dispositif spécial traitant de l'actualité de la Coupe du monde de football 2018. Durant ce dispositif, nommé Quotidien Mondial et programmé de 19 h 20 à 20 h 5, les journalistes Azzeddine Ahmed-Chaouch et Baptiste des Monstiers sont en duplex de Russie pendant que divers invités en rapport avec le sujet sont reçus en plateau. L'humoriste Melha Bedia est également recrutée pendant toute la période de la Coupe du monde,.

#### Q d'or 2017

Logo des Q d'Or 2017

Le 15 décembre 2017, Yann Barthès présente la deuxième édition des Q d'Or à 23 h 55 sur TF1.
Au cours de cette édition, sont récompensés,, :
- Nahuel Pérez Biscayart, Q d'or du comédien.
- Marina Foïs, Q d'or de la comédienne.
- Nagui, Q d'or de l'animateur TV.
- Adrien, pour « Qu'est-ce qui est jaune et qui attend ? », Q d'or de la blague.
- Juliette Armanet, Q d'or de la chanteuse.
- Kungs, Q d'or du DJ.
- Jean d'Ormesson, Q d'or de l'élégance (à titre posthume).
- Kylian Mbappé, Q d'or du sportif.
- La musique de la Garde Républicaine, Q d'or du groupe.
- Mathieu Madénian et Thomas VDB, Q d'or de l'humour.
- Blanche Gardin, Q d'or du spectacle.
- Tibo InShape, Q d'or du YouTuber.

La deuxième saison de Quotidien s'achève le vendredi 29 juin 2018.

### Saison 3 (2018-2019)
La saison 3 débute le lundi 3 septembre 2018 et est parrainée par le footballeur Olivier Giroud. L'émission adopte de nouveaux horaires, la première partie se déroulant de 19 h 25 à 20 h 5 tandis que la seconde partie s'étend de 20 h 10 à 21 h 10,.
Cette saison voit les départs de Vincent Dedienne et de Martin Weill, ce dernier se consacrant à son propre magazine de reportage, également diffusé sur TMC. Dans le sens des arrivées, les humoristes Matthieu Noël, Alison Wheeler, Pablo Mira et Alex Ramirès rejoignent l'émission, tout comme la journaliste Salhia Brakhlia, qui avait déjà collaboré avec les équipes de Quotidien à l'époque du Petit Journal.
Cependant, Matthieu Noël quitte Quotidien après une seule chronique en raison d'un emploi du temps trop chargé. Alex Ramirès quitte également l'émission en janvier 2019 et est remplacé par Thomas VDB.
Le 29 janvier 2019, les journalistes Pierre Caillé et Baptiste des Monstiers sont arrêtés au Venezuela, alors qu'ils couvraient la crise vénézuélienne à la suite de l'élection présidentielle de 2018. Le 31 janvier, les autorités vénézuéliennes les libèrent après avoir les avoir retenus pendant deux jours.

#### Émissions spéciales
Le 26 décembre 2018, Étienne Carbonnier anime une nouvelle émission en première partie de soirée intitulée Transpi, l'année des champions.
La semaine suivante, le 2 janvier 2019, TMC diffuse un deuxième numéro de Quotidien : l'année people.
La troisième saison de Quotidien s'achève le vendredi 28 juin 2019.

### Saison 4 (2019-2020)
La saison 4 de Quotidien débute le 2 septembre 2019. Cette saison est parrainée par le chanteur Jean-Jacques Goldman.
Cette saison est marquée par le départ de Nora Hamzawi, qui revient cependant pour deux chroniques le 17 décembre 2019, et le 24 février 2020. Lilia Hassaine, quant à elle, s'absente temporairement de l'émission pour assurer la promotion de son premier roman, Valentine Oberti la remplaçant à la présentation de sa chronique, le Zoom. Cependant, cette dernière quitte le programme en janvier 2020 pour rejoindre la rédaction de Mediapart, tandis que Lilia Hassaine reprend dans le même temps la présentation du Zoom.
L'émission accueille également une nouvelle humoriste, Laura Felpin, qui intervient le vendredi, et le journaliste Paul Gasnier, qui travaillait déjà pour l'émission sans apparaître à l'image. Ce dernier remplace Baptiste des Monstier, dont le départ est annoncé en janvier 2020.

#### Aménagements liés à la pandémie de Covid-19
La pandémie de Covid-19 qui a touché le monde et la France en 2020 a eu des répercussions sur la production de l'émission, provoquant des ajustements à l'écran et en coulisses ainsi que l'apparition de chroniques en lien avec l'actualité.
À partir du lundi 16 mars, l'émission est tournée sans public et avec une équipe réduite, sur le plateau réaménagé sans gradins. En coulisses, plus de la moitié de la rédaction est en télétravail. Yann Barthès annonce ne pas savoir combien de temps l'émission pourra être enregistrée pendant cette crise.
Les horaires de l'émission sont réaménagés à plusieurs occasions :
- Du 25 mars au 1er mai, l'émission est raccourcie, ne débutant plus qu'à 20 h 15[91]. Quotidien première partie est ainsi supprimé à l'exception des 13 et 28 avril.
- À partir du lundi 4 mai, Quotidien est rallongé de 30 minutes avec le retour de sa première partie à 19 h 45 du lundi au jeudi[92].
- À partir du 5 juin, la première partie revient également le vendredi.

Martin Weill prête main-forte à l'équipe durant les mois de mars et avril, n'ayant pu repartir aux États-Unis pour tourner le prochain numéro de son magazine de reportages.
Le confinement voit aussi l'arrivée dans l'émission du chef Juan Arbelaez, qui propose chaque jour une nouvelle recette à réaliser chez soi
, ainsi que de la « sexperte » Maïa Mazaurette qui intervient tous les vendredis par visioconférence pour évoquer les questions de sexualité.
Après une émission lors de laquelle seuls Yann Barthès et Julien Bellver étaient en plateau, le reste des chroniqueurs étant en direct de leurs logements respectifs, l'émission est mise en pause pour une semaine à compter du lundi 30 mars. Avançant sa semaine de vacances de Pâques prévue pour le 13 avril, l'émission revient en inédit le lundi 6 avril afin de « permettre aux membres de l'équipe de souffler » et de « préparer une nouvelle formule moins dégradée »,.
A partir du lundi 15 juin, l'émission reprend ses horaires habituels en débutant à 19 h 25.

#### Émissions spéciales
Le 1er janvier 2020, TMC diffuse le troisième numéro de Quotidien, l'année people ainsi qu'un nouveau format, L'année du silence, déclinaison de la séquence hebdomadaire Silence.
L'émission du 20 mai 2020 est consacrée au baiser, geste proscrit en période de distanciation sociale.
Le mardi 23 juin 2020 est diffusé un nouveau magazine nommé « Le doc Quotidien », auquel Étienne Carbonnier prête sa voix. Le premier numéro, intitulé « Un an chez les vieux », est réalisé par Emmanuel Le Ber et voit ce dernier sillonner la France pendant un an à la rencontre « des vieux qui n’ont pas rendu les armes » afin d'évoquer avec eux des sujets tels que la danse, le sexe ou les nouvelles technologies.
La saison 4 de Quotidien s'achève le 26 juin 2020.

### Saison 5 (2020-2021)
La saison 5 de Quotidien débute le lundi 31 août 2020 avec Omar Sy pour parrain.
Cette saison voit le départ de Pablo Mira ainsi qu'une réduction de la présence de Salhia Brakhlia, qui rejoint la matinale de France Info et ne participe plus à l'émission que le vendredi. Maïa Mazaurette, au contraire, obtient une rubrique quasi-quotidienne intitulée La Zone Mazaurette, tout comme l'humoriste Laura Felpin, qui anime désormais une météo quotidienne au cours de laquelle elle interprète différents personnages. Cette dernière quitte cependant l'émission en octobre 2020.
L'émission accueille également de nouvelles journalistes : Ambre Chalumeau tient la chronique La BAC, consacrée à l'actualité culturelle, Laura Geisswiller assure la correspondance internationale et couvre l'élection présidentielle américaine, tandis que Sophie Dupont, déjà journaliste pour l'émission, reprend le rôle auparavant tenu par Salhia Brakhlia. Abda Sall, qui travaillait déjà comme journaliste reporter pour l'émission depuis un an et demi, commence à apparaître à l'antenne alors qu'il est envoyé au Sénégal pour couvrir les manifestations qui secouent le pays.
En raison de la pandémie de Covid-19, l'émission continue à être tournée sans public comme durant la fin de la saison précédente,.
L'émission du vendredi devient pour sa part « Quotidien week-end » et accueille la chronique politique politique 2022, c'est déjà demain de Salhia Brakhlia, le Flash mode de Marc Beaugé, une recette liée à l'actualité de la semaine avec Juan Arbelaez, la séquence Silence de Jenna Castetbon, un live musical avec la nouvelle scène française et la rubrique La Mondaine de Clémence Majani. Étienne Carbonnier anime une version étendue de sa chronique Transpi avec des reportages incarnés par de nouveaux jeunes reporters,.

#### Émissions spéciales
Le 15 décembre 2020, TMC diffuse un deuxième numéro de L'année du silence avant de proposer l'édition 2020 de Quotidien, l'année people une semaine plus tard.
Le 30 mars 2021, Étienne Carbonnier présente Canap 95, premier numéro annoncé d'un rendez-vous lors duquel le chroniqueur revisite une année de sa jeunesse au travers d'archives,.
Le 1er juin 2021, TMC diffuse un deuxième numéro du Doc Quotidien, toujours réalisé par Emmanuel Le Ber avec la voix d'Étienne Carbonnier, intitulé Un an chez les ados : Pourquoi ils sont moins cons qu'ils en ont l'air !.
La saison 5 de Quotidien s'achève le vendredi 25 juin 2021.

### Saison 6 (2021-2022)
La saison 6 débute le lundi 30 août 2021. Cette saison a pour parrain l'acteur et réalisateur Alexandre Astier.
Cette saison est marquée par les départs de Salhia Brakhlia et Paul Larrouturou en partance pour Franceinfo et LCI.
La comédienne Anne Depétrini intègre l'émission, tout comme Antoine Bristielle, directeur de l'Observatoire de l'opinion de la Fondation Jean-Jaurès. Nicolas Fresco, qui travaillait avec Willy Papa sur « Le Petit Q », obtient une chronique en plateau au cours de laquelle il passe en revue les réseaux sociaux des influenceurs et influenceuses, tandis que Pablo Mira fait son retour pour présenter « une revue de presse des réactionnaires ».
À la rentrée apparaît une nouvelle séquence, « Le 20H15 Express », un journal présenté par Paul Gasnier et réunissant des sujets réalisés par tous les reporters l'émission. Plus tard, en janvier 2022, l'émission inaugure deux nouvelles séquences : Les Experts, qui voit des experts de la Fondation Jean-Jaurès venir sur le plateau pour évoquer leur travail (dont Antoine Bristielle, qui ne fait plus partie des chroniqueurs réguliers), et Le Cartographe, pour laquelle Jules Grandin, journaliste et cartographe en poste aux Échos, réalise des cartographies et des infographies en lien avec un thème de la campagne présidentielle.
En raison de la situation sanitaire instable, le public n'est toujours pas présent de manière régulière mais revient ponctuellement pour des événements exceptionnels, notamment à l'occasion de la présence du chanteur Ed Sheeran sur le plateau le 28 septembre 2021.

#### Émissions spéciales
Au cours de cette saison, Étienne Carbonnier anime deux nouveaux numéro de son émission Canap, avec Canap 2002 le 9 décembre 2021 et Canap 89 le 6 avril 2022.
Comme chaque fin d'année, TMC diffuse un nouveau numéro de L'Année du silence, le 17 décembre 2021, avant une nouvelle édition de Quotidien : L'année people le 28 décembre 2021.
Le 16 février 2022, TMC diffuse un troisième numéro du Doc Quotidien intitulé Un an chez les petits champions. Toujours raconté par Étienne Carbonnier, le documentaire est cette fois-ci réalisé par Clémence Majani, réalisatrice de la séquence La Mondaine, qui a suivi pendant un an cinq enfants champions dans cinq sports différents.
De nouveaux formats d'émissions de première partie de soirée font également leur apparition. Julien Bellver hérite d'une déclinaison en format long de sa chronique avec 21h Médias : Le 11 septembre 2001, diffusé le 8 septembre 2021, et 21h Médias : Le crash DSK le 11 mai 2022. De son côté, Maïa Mazaurette présente le 8 mars 2022 un documentaire intitulé Désir : Ce que veulent les femmes et consacré au désir féminin. Enfin, le 9 mars 2022, Willy Papa, Nicolas Fresco et Arthur Genre proposent un documentaire consacré au président ukrainien Volodymyr Zelensky intitulé La story Zelensky.

#### Q d'or 2022

Logo des Q d'Or 2022

La cérémonie des Q d'Or fait son retour le 16 février 2022, toujours présentée par Yann Barthès. Contrairement aux précédentes éditions diffusées sur TF1 en deuxième partie de soirée, les Q d'Or 2022 sont diffusés sur TMC entre 19h25 et 21h50.
Au cours de cette édition, sont récompensés :
- Valérie Lemercier, Q d’or de la réalisation.
- Panayotis Pascot, Q d’or du premier spectacle.
- Victoire Tuaillon pour Les couilles sur la table, Q d’or du podcast.
- Ophélie Meunier pour Zone Interdite, Q d’or du magazine TV.
- Vipulan Puvaneswaran, Q d’or de l’écologiste de l’année.
- Clarisse Agbegnenou, Q d’or de la championne.
- Nora Hamzawi, Q d’or du seule en scène.
- Ouissem Belgacem, Q d’or du témoignage qui fait avancer les choses.
- Éric Toledano et Olivier Nakache pour En Thérapie, Q d’or de la série.
- Jean Imbert, Q d’or du meilleur chef.
- Édouard Mendy, Q d’or du champion.
- Benjamin Voisin, Q d’or de l’acteur.
- Léa Seydoux, Q d’or de l’actrice.
- Juliette Armanet, Q d’or de la chanteuse.
- Audrey Fleurot, Q d’or du phénomène TV.
- Bac Nord, Q d’or du film.

La saison 6 de Quotidien s'achève le vendredi 24 juin 2022.

### Saison 7 (2022-2023)
La saison 7 de Quotidien débute le lundi 29 août 2022.
À cette occasion, le découpage de l'émission évolue, la seconde partie débutant à 20 h 35 contre 20 h 15 les saisons précédentes,.
À partir du 21 novembre 2022, l'émission change à nouveau de découpage et se divise en trois parties. Ainsi la première partie est diffusée de 19 h 25 à 20 h 5, la deuxième partie de 20 h 10 à 20 h 55 et troisième partie de 20 h 55 à 21 h 15.
Cette saison voit les départs de Lilia Hassaine et de Laurent Macabiès, qui préparait le Morning Glory depuis la première saison. Clémence Majani, qui réalisait la rubrique La Mondaine, quitte également l'émission au mois de janvier.
Déjà présent pour une chronique hebdomadaire en fin de saison précédente, le politologue et spécialiste de la rhétorique Clément Viktorovitch intègre l'émission pour une chronique quasi quotidienne consacrée à l'analyse rhétorique. En mars 2023, Paloma, gagnante de la première saison de Drag Race France, intègre l'émission pour une chronique hebdomadaire lors de laquelle elle brosse le portrait des invités.
L'émission du 31 octobre 2022 voit le retour du public chaque jour, absent depuis la pandémie de Covid-19.

#### Émissions spéciales
Durant cette saison, l'émission a connu de nouvelles déclinaisons en première partie de soirée. Étienne Carbonnier a ainsi animé deux nouveaux numéros de Canap avec Canap 98 le 28 septembre 2022, et Canap 79 le 12 avril 2023.
Julien Bellver poursuit également la présentation de son magazine 21H Médias avec 21H Médias : 5 ans de Me Too le 5 octobre 2022, 21H Médias : Le Tsunami du siècle le 7 décembre 2022 et 21H Médias : 10 ans de Mariage pour tous le 21 mars 2023.
De son côté, Maïa Mazaurette a réalisé deux nouveaux documentaires : Désir : ce que veulent les hommes, diffusé le 12 octobre 2022 et Désir : Au coeur du sexe féminin le 23 mai 2023.
À la fin de l'année 2022, TMC diffuse les deux émissions de compilations annuelles dérivées de Quotidien, L'année du silence 2022 le 16 décembre et Quotidien : L'année people 2022 le 27 décembre.
Cette saison a également permis à certains chroniqueurs de présenter leurs premières émissions en prime-time. Ambre Chalumeau a ainsi animé deux documentaires : Une soirée avec Astérix et Obélix, diffusé le 24 janvier, et Le système Tom Cruise, le 20 juin 2023. Le 31 janvier 2023, Pablo Mira présente pour sa part 80 minutes douche comprise, déclinaison en prime-time de sa chronique 4 minutes douche comprise composée de chroniques inédites et de sketchs.
Le mercredi 15 mars 2023, TMC diffuse un nouveau numéro du Doc Quotidien intitulé « Toi et moi, mode d'emploi » et réalisé par Emmanuel Le Ber.

#### Q d'Or 2023

Logo des Q d'Or 2023

La quatrième édition des Q d'Or, toujours présentée par Yann Barthès, a lieu le mardi 7 février 2023 de 20 h 33 à 22 h 46 sur TMC.
Au cours de cette édition, sont récompensés :
- Benoît Magimel, Q d'or du meilleur acteur.
- Virginie Efira, Q d'or de la meilleure actrice.
- Olivier Giroud, Q d'or du champion.
- Schiaparelli, Q d'or du style.
- Jérôme Commandeur pour Irréductible, Q d'or de la comédie.
- Kids Return, Q d'or du meilleur groupe de l'année.
- Victor Castanet, Q d'or de l'enquête journalistique.
- Drag Race France, Q d'or du phénomène TV.
- Rebecca Marder et Aliocha Reinert, Q d'or des révélations cinéma.
- Aime Simone, Q d'or de la révélation musicale.
- Virginie Despentes et Luz, Q d'or du roman et de la BD.
- Starmania, Q d'or du spectacle.
- Anne-Liz Deba, Q d'or du témoignage.
- Clara Luciani, Q d'or de la meilleure tournée musicale.

La saison 7 de Quotidien s'achève le vendredi 23 juin 2023.

### Saison 8 (2023-2024)
La saison 8 de Quotidien débute le lundi 4 septembre 2023. L'émission conserve le découpage mis en place lors de la saison précédente.
Cette saison voit le départ de Sophie Dupont, Azzedine Ahmed-Chaouch, Clément Viktorovitch et Alison Wheeler.
L'émission recrute le journaliste Jean-Michel Aphatie pour présenter un éditorial politique régulier  ainsi que Juliette Pelerin, qui intègre l'équipe des reporters du 20H15 Express, tout comme Julia Denis, qui travaillait auparavant hors-antenne. Angèle Imbert, qui collaborait déjà sur les chroniques d'Étienne Carbonnier et l'avait remplacé à une occasion, obtient elle aussi une chronique en plateau. Les humoristes Yann Marguet et Rosa Bursztein rejoignent également le programme. Cette dernière quitte cependant l'émission à la fin du mois d'octobre 2023.

#### Émissions spéciales
Étienne Carbonnier présente de nouveaux numéros de sa série d'émissions rétrospectives Canap avec Canap 2007 le  27 septembre 2023, Canap 93 le 20 décembre 2023 et Canap 2000 le 15 mai 2024.
Le magazine 21H Médias, présenté par Julien Bellver, se poursuit également, avec 21H Médias : Xavier Dupont de Ligonnès, la chasse au scoop, le 11 octobre 2023, 21H Médias : Sida, 40 ans de symboles le 29 novembre 2023 et 21H Médias : Rire en 2024 le 11 juin 2024.
Ambre Chalumeau continue également sa série de documentaires, sous le titre Les docs d'Ambre Chalumeau, avec le thème Nakache et Toledano, le cinéma hors normes diffusé le 17 octobre 2023 puis Êtes-vous punk ? le 7 mai 2024.
Pablo Mira anime pour sa part une deuxième édition de 80 minutes douche comprise le 5 décembre 2023.
La fin d'année voit de nouveau le retour des deux programmes de compilations annuels, L'année du silence, diffusée le 22 décembre 2023 et Quotidien : L'année people le 27 décembre 2023.
Le 9 janvier 2024, TMC diffuse un nouveau numéro de la collection Le Doc Quotidien intitulé Tout dans les muscles.
Maïa Mazaurette poursuit quant à elle sa série de documentaires avec Les docs de Maïa Mazaurette : Vous saurez tout sur le pénis, diffusé le 31 janvier 2024 et Dating mode d'emploi le 19 juin 2024.
Marc Beaugé fait quant à lui ses débuts en première partie de soirée le 12 mars 2024 avec un magazine, Indémodable : L'histoire sexy du jean.
Le 17 juillet 2024 est diffusée Quotidien Sport : L'année olympique, une compilation d'interviews de sportifs participant aux Jeux olympiques de Paris.

#### Q d'Or 2024
Yann Barthès présente la cinquième édition des Q d'Or le 29 janvier 2024 entre 20 h 37 et 22 h 36.
Lors de cette édition, les équipes de Quotidien ont récompensé :
- Florence Foresti, Q d'or du meilleur spectacle.
- Raphaël Quenard, Q d'or du meilleur acteur.
- Léa Drucker, Q d'or de la meilleure actrice.
- Paul Kircher, Q d'or de la révélation masculine.
- Kim Higelin, Q d'or de la révélation féminine.
- Milo Machado-Graner, Q d'or de l'espoir de l'année.
- Messi (Snoop dans Anatomie d'une chute), Q d'or du meilleur chien.
- Panayotis Pascot, Q d'or du meilleur récit.
- Cédric Sapin-Defour, Q d'or du meilleur livre.
- Zaho de Sagazan, Q d'or de la révélation musicale.

Exceptionnellement rallongée pour couvrir les élections législatives anticipées, la saison 8 de Quotidien s'achève le mardi 9 juillet 2024,.

### Saison 9 (2024-2025)
La saison 9 de Quotidien débute le lundi 2 septembre 2024.
Cette saison voit le retour de Martin Weill pour couvrir l'élection présidentielle américaine. L'humoriste Mahaut Drama, qui participait déjà ponctuellement à l'émission l'année précédente, revient avec une présence accrue. La journaliste Omeya Guessoum, qui travaillait déjà hors antenne avec Paul Gasnier, intègre l'équipe de reporters.
Yann Barthès annonce en début de saison son intention de ne plus recevoir de politiques en plateau afin de se concentrer sur le décryptage des éléments de langage.

#### Émissions spéciales
La série Canap d'Étienne Carbonnier se poursuit avec Canap 81 le 16 octobre 2024 et Canap 97 le 19 mars 2025.
Julien Bellver présente quant à lui de nouveaux numéros de 21H Médias, avec 21H Médias : Qui peut arrêter Elon Musk ? le 29 octobre 2024 et 21h Médias : Janvier 2015 - L'horreur en France le 6 janvier 2025.
Ambre Chalumeau continue également sa série d'émissions, Les docs d'Ambre Chalumeau, avec Taylor Swift : Iconique et politique le 31 octobre 2024.
Le 4 novembre 2024, TMC diffuse un nouveau documentaire de Willy Papa, La story Kamala Harris.
Le 13 novembre 2024, Yann Barthès anime Michel Denisot n’aime pas les anniversaires, une émission célébrant les anniversaires de Michel Denisot, du Grand Journal et de Canal+.
La série de documentaires Le Doc Quotidien se poursuit avec Les Chiens : qui tient vraiment la laisse ? le 19 novembre 2024 et Les baskets et nous : Une saga française racontée pour la première fois le 19 février 2025.
L'année du Silence est à nouveau proposée en fin d'année, le 20 décembre 2024, suivie d'un nouveau programme, Le grand Top 20 du Petit Q, le 3 janvier 2025.
Le 12 mars 2025, Maïa Mazaurette présente un nouveau documentaire intitulé 1h30 d’orgasme.

#### Q d'Or 2025
Yann Barthès présente l'édition 2025 des Q d'or le 4 février 2025 entre entre 20 h 37 et 22 h 50.
Au cours de cette édition, sont récompensés :
- Pierre Niney, Q d'or de l'acteur de l'année.
- Alice Belaïdi, Q d'or de l'actrice de l'année.
- Santa, Q d'or de la chanteuse de l'année.
- Paul Mirabel, Q d'or l'humoriste de l'année catégorie masculine.
- Alison Wheeler, Q d'or de l'humoriste de l'année catégorie féminine.
- Malik Frikah et Mallory Wanecque, Q d'or révélation.
- Emilien, champion dans Les Douze Coups de midi, Q d'or du phénomène télé.
- Kauli Vaast, Q d'or du champion.
- Culte, Q d'or de la série.
- Gaël Faye, Q d'or du roman.
- Salomé Saqué, Q d'or de l'essai.
- La Haine : Jusqu'ici rien n'a changé, Q d'or du spectacle de l'année.

La saison 9 de Quotidien se termine le vendredi 27 juin 2025

### Saison 10 (2025-2026)
La saison 10 de Quotidien débute le lundi 1er septembre 2025.

## Identité visuelle

### Logos de l'émission quotidienne
La première version du logo a été conçue par l'agence britannique Rudd Studio. Ayant connu diverses déclinaisons durant les sept premières saisons de l'émission, ce logo a volontairement plusieurs significations, représentant à la fois la lettre Q du mot Quotidien et la forme d'un micro. Les sept bandes qui le composent représentent les sept jours de la semaine, « avec l'accent mis sur aujourd'hui ».
Une nouvelle identité visuelle est conçue par l'agence Playground Paris pour la huitième saison de l'émission.

Logo utilisé lors de la saison 1 (du 12 septembre 2016 au 30 juin 2017)
Logo utilisé lors des saisons 2 et 3 (du 4 septembre 2017 au 28 juin 2019)
Logo incrusté utilisé lors des saisons 3 à 7 (du 3 septembre 2018 au 23 juin 2023)
Logo utilisé lors des saisons 4 et 5 (du 2 septembre 2019 au 25 juin 2021)
Logo utilisé lors des saisons 6 et 7 (du 30 août 2021 au 23 juin 2023)
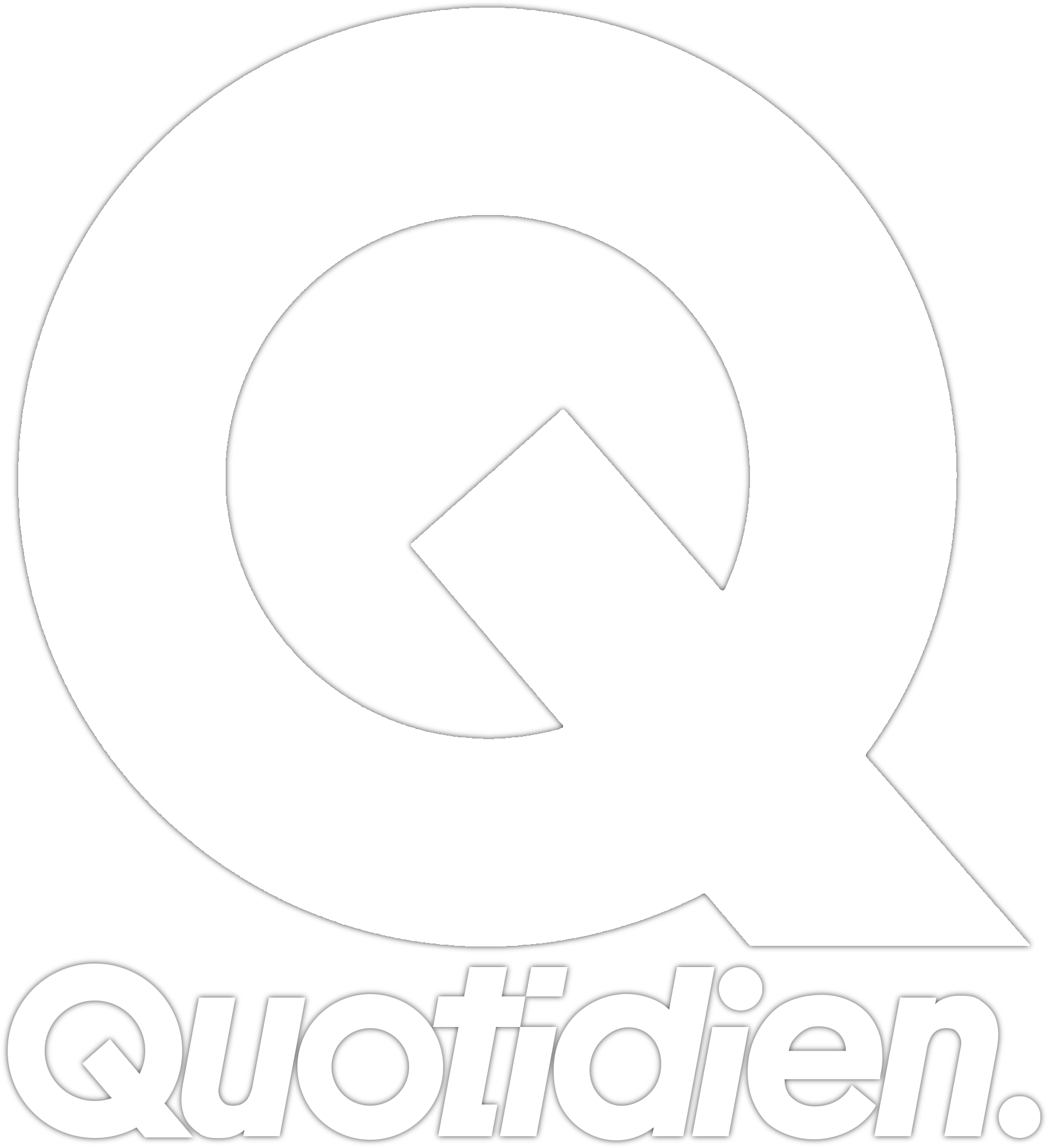
Logo utilisé depuis la saison 8 (depuis le 4 septembre 2023)

### Logos deQuotidien Week-end

Logo utilisé pendant la saison 5 (tous les vendredis du 4 septembre 2020 au 25 juin 2021)
Logo de Quotidien Week-end utilisé pendant les saisons 6 et 7 (tous les vendredis du 3 septembre 2021 au 23 juin 2023)
Logo de Quotidien Week-end utilisé depuis la saison 8 (tous les vendredis depuis le 8 septembre 2023)

## Participants

### Participants actuels

#### Reporters
- Julia Denis (depuis septembre 2023[176])
- Paul Gasnier (depuis janvier 2020, auparavant hors-antenne[216])
- Omeya Guessoum (depuis septembre 2024[217])
- Paul Moisson[218] (depuis septembre 2021)
- Juliette Pelerin (depuis septembre 2023[176])
- Abda Sall[219] (depuis mars 2021, auparavant hors-antenne)
- Martin Weill (de septembre 2016[23] à juin 2018[71], de mars à avril 2020[93], depuis septembre 2024[198])

#### Chroniqueurs
- Jean-Michel Aphatie - Politique (depuis septembre 2023[220])
- Marc Beaugé - Mode (depuis septembre 2016[2])
- Julien Bellver - Médias (depuis septembre 2017[49])
- Étienne Carbonnier - Sports et TV (depuis septembre 2016[2])
- Ambre Chalumeau - Culture (depuis août 2020[108])
- Angèle Imbert - Rubrique Kids Club (depuis septembre 2023[176])
- Maïa Mazaurette - Rubrique sexo (depuis avril 2020[221])
- Willy Papa - People (depuis septembre 2016[24])

#### Humoristes
- Anne Depétrini (depuis août 2021[124])
- Mahaut Drama[222] (depuis mars 2024)
- Yann Marguet (depuis septembre 2023[176])
- Pablo Mira (de septembre 2018[223] à juin 2020[105] et depuis septembre 2021[124])

### Anciens participants

#### Reporters
- Azzeddine Ahmed-Chaouch (de septembre 2016[23] à juin 2023)
- Salhia Brakhlia (de septembre 2018[72] à juin 2021[122])
- Hugo Clément (de septembre 2016[23] à novembre 2017[47])
- Camille Crosnier (de septembre 2016[23] à juin 2017[224])
- Sophie Dupont (d'août 2020[108] à juin 2023[170], auparavant hors-antenne[225])
- Laura Geisswiller (de septembre 2020[108] à mars 2021)
- Paul Larrouturou (de septembre 2016[23] à juin 2021[122])
- Clémence Majani - « La Mondaine »[226] (de septembre 2019[227] à janvier 2023[146], auparavant hors-antenne[23])
- Baptiste des Monstiers (de janvier 2018[50] à novembre 2019[228])
- Valentine Oberti (de septembre 2016[23] à décembre 2019[229])
- Valentine Watrin[230] (de septembre 2021 à juin 2023)

#### Chroniqueurs
- Juan Arbelaez[94] - Cuisine (de mars 2020 à décembre 2021)
- Antoine Bristielle - Décryptage (d'août[231] à décembre 2021)
- Nicolas Fresco - Influenceurs (de septembre 2021[124] à juin 2023)
- Jules Grandin - Cartographie (de janvier[127] à décembre 2022[232])
- Arthur Genre - Décryptage (d'août[233] à décembre 2022[234], auparavant hors-antenne)
- Lilia Hassaine - Décryptage (de septembre 2017[235] à juin 2019[84] puis de janvier 2020[87] à juin 2022[144])
- Clément Viktorovitch - Rhétorique (de mars 2022[147] à juin 2023[172])

#### Humoristes
- Melha Bedia (juin 2018[59])
- Rosa Bursztein (de septembre[176] à octobre 2023[177])
- Vincent Dedienne (de septembre 2016[25] à juin 2018[236])
- Éric et Quentin (de septembre 2016[24] à juin 2019[237])
- Laura Felpin (de septembre 2019 à septembre 2020[238])
- Le Flash Club[239] (d'octobre 2017 à juin 2018)
- Nora Hamzawi (de décembre 2016 à juin 2019[81], décembre 2019[82], de février[83] à mai 2020)
- Jonathan Lambert (de février 2017[240] à septembre 2018[241])
- Camille Lellouche (de septembre 2017[242] à juin 2018[243])
- Matthieu Noël (septembre 2018[244])
- Palmashow (mai 2017[27])
- Paloma (de mars[148] à juin 2023[245])
- Panayotis Pascot (de septembre 2016[246] à juin 2017[46])
- Alex Ramirès (de septembre 2018[70] à janvier 2019[74])
- Thomas VDB (de décembre 2019[74] à juin 2020)
- Alison Wheeler (de septembre 2018[223] à juin 2023[173])
- Thomas Wiesel (de septembre[247] à décembre 2016)

## Rubriques
Voici une liste recensant les rubriques actuelles et anciennes de l'émission :

### Rubriques actuelles
- Si vous ne connaissez pas le sujet, laissez ce bandeau (vous pouvez alors contacter les auteurs).
- Si vous supprimez le contenu mis en cause (vous pouvez préalablement contacter les auteurs),

argumentez précisément cette suppression dans la page de discussion
(un manque de référence n'est pas un argument ; une recherche réelle de référence doit avoir été effectuée, être formellement documentée).

#### Rubriques journalistiques
- 19H30 Médias[113] (précédemment 20h Médias[248] (saisons 2 à 4) puis 20h30 Médias[249] (saison 4)) : actualité des médias français et internationaux, présentée par Julien Bellver (dans chaque émission, depuis la saison 2. Co-présenté avec Lilia Hassaine pendant la saison 2[248])
- 20H15 Express[124] : Paul Gasnier présente le journal des reporters de Quotidien. Cette rubrique regroupe les actualités politiques, de police-justice, sociétales et internationales, principalement incarnées par les journalistes Abda Sall, Paul Moisson, Juliette Pelerin et Julia Denis (tous les soirs, depuis le 30 août 2021)
- Culture (précédemment La BAC (Brigade des affaires culturelles)[108] (saison 5) puis La Brigade[250] (saisons 6 et 7)) : Ambre Chalumeau décode les produits, les tendances et les œuvres de l’actualité culturelle (dans chaque émission, depuis la saison 5)
- L'édito de Jean-Michel Aphatie : Éditorial politique par Jean-Michel Aphatie[174] (dans chaque émission, depuis la saison 8)
- Flash Mode[105] (depuis la saison 3) / Fashion Hotline Service[2] (saisons 1 et 2) : actualités de la mode et du vêtement, décryptage des tenues vestimentaires des personnalités qui font l'actualité, avec Marc Beaugé (deux fois par semaine, depuis la saison 1)
- Jean-Michel Express / Les 3 figures du jour (depuis avril)[251] : Jean-Michel Aphatie donne son avis sur trois personnalités qui font l'actualité (dans chaque émission, depuis la saison 8)
- Macron dernière ! (saison 8) / Profession Président[252] (saisons 1 à 4) / Carabistouille (saison 5) / La saison finale / The new season (saison 6) / La SoufFrance (saison 7) : retour humoristique sur l'actualité du président de la République française (régulièrement, depuis la saison 1)
- Morning Glory[147] : décryptage des émissions matinales télé et radio, images compilées par Clémence Abafour (dans chaque émission, depuis la saison 1, auparavant préparé avec Laurent Macabiès[253])
- Silence[254] : résumé de l'actualité marquante de la semaine en silence, par Jenna Castetbon (une fois par semaine, depuis la saison 2)
- La Zone Mazaurette[108] (saison 5) / La chronique sexo de Maïa Mazaurette (saison 4) : l'experte Maïa Mazaurette analyse les nouveaux comportements amoureux, les questions liées à l’identité, au genre et au sexe dans une chronique destinée aux ados et aux adultes (tous les vendredis du 17 avril au 26 juin 2020 et depuis la saison 8, tous les jours lors des saisons 5 à 7)
- Zoom : un journaliste de l'émission[255] ou invité[256] décrypte une image qui fait l'actualité (Ponctuellement. Présenté par Lilia Hassaine de la saison 3 à la saison 6[257],[258], remplacée par Valentine Oberti de septembre à décembre 2019[229] et en alternance avec Antoine Bristielle entre septembre et décembre 2021)

#### Rubriques humoristiques
- 4 minutes douche comprise[259] : Pablo Mira revient avec humour sur l'actualité (Lundi au Mercredi, depuis la saison 7)
- Anne Depétrini[124] (depuis la saison 7) / La vraie vie d'Anne Depétrini[260] (saison 6) : Anne Depétrini décrypte les nouveaux comportements et la vie quotidienne en 2021 (le vendredi, depuis le 30 août 2021)
- Le Canap (Lundi Canap, Mardi Canap, etc. pendant les saisons 2 à 4)[261] : retour de façon humoristique sur une émission TV, avec Étienne Carbonnier (depuis la saison 2. Du lundi au jeudi en alternance avec Transpi)
- Le Kids Club[262] : Angèle Imbert présente des reportages humoristiques mettant en vedette des enfants (le vendredi, depuis le 8 septembre 2023)
- Le Petit Q[263] : actualité des célébrités, avec Willy Papa (dans chaque émission, depuis la saison 1)
- Transpi (Lundi Transpi, Mardi Transpi, etc. pendant les saisons 1 à 4)[261] : retour de façon humoristique sur un événement sportif, avec Étienne Carbonnier (depuis la saison 1. Du lundi au jeudi en alternance avec le Canap)
- Vivement qu’on crève[264] : chronique humoristique présentée par Yann Marguet (le vendredi, depuis le 8 septembre 2023)

#### Autres
- L'ITW (saison 1) / Affichage du/des Nom(s) de(s) l'invité(s) (depuis la saison 2) : entretien avec une personnalité politique, culturelle ou médiatique (plusieurs fois par émission)
- Musique ! (saison 1) / Affichage du nom de l'invité (depuis la saison 2) : interprétation sur scène d'un titre d'un chanteur ou d'un groupe de musique[24] (régulièrement, depuis la saison 1)
- La playlist[265] : les personnes invitées font part de leurs chansons préférées sur le plateau (dans chaque émission puis régulièrement, depuis janvier 2018)

### Anciennes rubriques
- Si vous ne connaissez pas le sujet, laissez ce bandeau (vous pouvez alors contacter les auteurs).
- Si vous supprimez le contenu mis en cause (vous pouvez préalablement contacter les auteurs),

argumentez précisément cette suppression dans la page de discussion
(un manque de référence n'est pas un argument ; une recherche réelle de référence doit avoir été effectuée, être formellement documentée).

#### À partir de la saison 1

##### Rubriques journalistiques
- Les 4Q[266] : retour sur les actualités marquantes du jour (durant la saison 1)
- Le derrière[24] : enquête sur un fait d'actualité, avec Valentine Oberti ou Azzeddine Ahmed-Chaouch (durant la saison 1)
- Le Grand Oral : entretien avec une personnalité politique, avec l'intervention de Valentine Oberti et/ou Azzeddine Ahmed-Chaouch (durant la saison 1)
- Info USA : suivi de l'élection présidentielle américaine de 2016, avec Martin Weill (de septembre à novembre 2016)
- L'invité primaire : interview en plateau d'un candidat à la primaire de la gauche (durant janvier 2017)
- La presse, on en parle : entretiens avec des directeurs de presse en rapport avec l'élection présidentielle de 2017, avec Martin Weill (durant l'entre-deux-tours de l'élection présidentielle 2017)
- Les 100 premiers jours de Donald Trump : retour sur l'actualité des 100 premiers jours du président Donald Trump, avec Martin Weill (de janvier à avril 2017)
- Le monde selon… : point de vue des candidats à l'élection présidentielle de 2017 sur l'actualité internationale, avec Martin Weill (durant la campagne présidentielle de 2017)
- Morning Président : variante de la rubrique Morning Glory, avec les candidats à la présidentielle de 2017 (durant la campagne présidentielle de 2017)
- Opération « Parlement transparent »[267] : enquête sur la transparence des députés et sénateurs, concernant notamment leurs assistants parlementaires, avec Valentine Oberti (de février à mars 2017 et en septembre 2017)
- La page cannoise[268] : retour sur l'actualité du Festival de Cannes 2017 (du 15 au 29 mai 2017)
- Présidentielle 2017 - Rien à foutre ou Qui aura la Gaule en mai 2017 ? : actualités de la campagne des candidats à l'élection présidentielle de 2017 (durant la campagne présidentielle de 2017)

##### Rubriques humoristiques
- 2217[240], 2218[269] : séquence humoristique où Jonathan Lambert imagine ce dont on se souviendra des invités dans 200 ans (régulièrement, du 27 janvier 2017 à la fin de la saison 2)
- Le coucou de Suisse : regard humoristique de l'actualité en Suisse, avec Thomas Wiesel (de septembre à décembre 2016)
- Cannes Off[27] : pastille humoristique imaginant les films non sélectionnés lors du Festival de Cannes 2017, par le Palmashow (du 15 au 30 mai 2017)
- Nora a la réponse[270] : réponses humoristiques à des questions d'enfants, puis de téléspectateurs[81] sur un sujet précis, avec Nora Hamzawi (chaque mercredi, du 1er décembre 2016 à la fin de la saison 3. Pendant la saison 4, chaque jeudi du 16 avril au 7 mai 2020)
- Panayotis : reportage d'investigation humoristique, avec Panayotis Pascot (durant la saison 1)
- Pipe & Prose : retour sur l'actualité littéraire (exceptionnellement, saisons 1 et 2)
- Q comme Kiosque[271] : revue de presse parodique, avec Vincent Dedienne (une fois par semaine durant les saisons 1 et 2)
- Les speakerines[272] : présentation décalée du programme diffusé en première partie de soirée sur TMC, avec Éric et Quentin (de septembre à novembre 2016)
- La story d'Éric et Quentin[273] : parodie des vidéos mises en ligne sur les réseaux sociaux[274], avec Éric et Quentin (durant la saison 1)
- Stranger Jean-Pierre[275] : détournement du journal de 13 h de Jean-Pierre Pernaut (durant la saison 1 et au début de la saison 2 puis intégré à la chronique Canap[276])
- The Macron's[277] : feuilleton parodique de la vie du couple Macron, avec Éric et Quentin (d'avril à juin 2017)

##### Autres
- Météo : bulletin météo présenté par un membre du public[24] ou un invité[278] (régulièrement, durant les saisons 1 et 2)

#### À partir de la saison 2

##### Rubriques journalistiques
- 360 : discussion autour d'un thème, en rapport avec l'invité de la première partie (une fois par jour, du 8 janvier 2018 à la fin de la saison 2)
- Bullshit Glory : variante de la rubrique Morning Glory, à la suite de l'affaire avec Laurent Wauquiez à l'EM Lyon (du 19 au 23 février 2018)
- Les images du jour : présentation de diverses images marquantes de l'actualité du jour, par chacun des membres de l'équipe (une fois par jour, du 15 janvier 2018 à la fin de la saison 2)

##### Rubriques humoristiques
- Face Cam[279] : séquence humoristique dans laquelle Camille Lellouche caricature une personnalité (une fois par semaine, durant la saison 2)
- Le Flash Club[239] : détournement de séquences de films par le duo du Flash Club (exceptionnellement, durant la saison 2)
- Pipe & Fashion (exceptionnellement, depuis la saison 2)

##### Autres
- Le concentré de Quotidien : pastille de 2 minutes composée des meilleurs moment de la semaine (chaque vendredi en fin d'émission, du 15 septembre 2017 à la fin de la saison 2)

#### À partir de la saison 3

##### Rubriques journalistiques
- Chaouch Express[280] : Azzeddine Ahmed-Chaouch enquête sur une actualité (dans chaque émission, depuis la saison 3)
- Le moment de vérité[281] : Salhia Brakhlia revient sur une actualité avec des images exclusives (dans chaque émission, durant les saisons 3 et 4)

##### Rubriques humoristiques
- L'agenda culturel[241] : Alex Ramirès revient sur les sorties culturelles de la semaine de manière décalée (chaque lundi, de septembre a décembre 2018)
- Alison détective[282] : Alison Wheeler enquête sur un événement d'actualité au travers de sketchs et détournements (le mardi du 28 mai au 25 juin 2019, tous les mercredis pendant la saison 4, ponctuellement pendant la saison 5)
- La maison de retraite (saison 3) / Le mot de la semaine de Papi Facho[283] (saisons 4 à 6) : retour humoristique sur la dernière vidéo de Jean-Marie Le Pen (pendant les saisons 3, 4 et 6)
- Les Parisiens[241] : séquence humoristique dans laquelle Éric et Quentin interprètent des bobos parisiens (chaque vendredi, durant la saison 3)
- Le télé-shopping[284] : Alison Wheeler présente un objet sorti de son imaginaire qu'il faut avoir chez soi. Le concept change en fin de saison au profit d'un sketch vidéo en lien avec l'actualité (chaque mardi durant la saison 3).
- Thomas VDB[285] : actualité présentée de façon humoristique par Thomas VDB (une fois par semaine, de janvier 2019 à la fin de la saison 3)
- Matthieu Noël[269] : chronique humoristique durant laquelle Matthieu Noël revient sur un fait d'actualité (une seule chronique au début de la saison 3)
- Le pain Quotidien[269] : séquence humoristique où Jonathan Lambert s'amuse de l'actualité avec des soaps opéras, rejouant lui-même chacune des voix des différents personnages (régulièrement, en septembre 2018)
- La revue de presse des haters[286] : séquence humoristique durant laquelle Pablo Mira effectue une revue de presse de divers messages postés par des haters sur internet (chaque jeudi durant les saisons 3 et 4)

#### À partir de la saison 4

##### Rubriques journalistiques
- Le moment du bilan[287] : Salhia Brakhlia revient sur les actualités de la semaine (chaque vendredi)

##### Rubriques humoristiques
- Alison Wheeler / QFMTV répond à vos questions[288],[Note 1] : Alison Wheeler réagit avec humour à l'actualité avant de répondre à sa façon aux questions des téléspectateurs (chaque mercredi du 22 avril 2020 au 21 juin 2023, QFM Quickie[289] presque tous les jours de novembre à décembre 2020)
- La revue de presse d'Alison Wheeler[282] : une revue de presse présentée par Alison Wheeler (le lundi, pendant la saison 4)
- Conficool / Déconficool : tous les vendredis pendant le confinement, Étienne Carbonnier partage sa playlist pour passer le weekend le plus cool qui soit (le vendredi, du 17 avril au 29 mai 2020)
- Confinement, jour __ : comment vont nos couples ? : tous les soirs, on prend des nouvelles de nos couples témoins confinés ensemble pour voir comment ils tiennent le coup (chaque jour du 23 mars au 11 mai 2020, précédemment dans le Chaouch Express)
- Laura Felpin[290] : Laura Felpin interprète, déguisée, un personnage dans un sketch lié à l'actualité (chaque vendredi)
- La mondaine[291] : Clémence Majani se rend dans les soirées mondaines et autres événements à la rencontre des stars (le vendredi de la saison 4 à la saison 7)
- Le portrait à peu près de Pablo Mira : Pablo Mira dresse le portrait, pas toujours précis ou vrai, d’une personnalité qui a marqué la semaine (en remplacement de « La revue de presse des haters » du 14 au 28 mai 2020)
- La vraie parole des Français vrais[292] : séquence humoristique durant laquelle Pablo Mira effectue une revue de presse de divers messages postés par des trolls, des beaufs, des réac', etc sur internet (chaque mardi)

##### Autres
- La recette de Juan Arbelaez : Tous les soirs, le chef Juan Arbelaez propose de découvrir une nouvelle recette simple à faire pendant le confinement[94] (chaque jour du 18 mars au 8 mai 2020)

#### À partir de la saison 5

##### Rubriques journalistiques
- 2022, c'est déjà demain[293] : l'actualité de la campagne de l'élection présidentielle française de 2022 par Salhia Brakhlia (tous les vendredis)
- Castex sans complexes[294] : retour humoristique sur l'actualité du Premier ministre Jean Castex (ponctuellement, du 1er septembre 2020 au 17 mai 2022)
- Rubrique élection américaine : actualité américaine présentée par Laura Geisswiller[295]

##### Rubriques humoristiques
- Laura Felpin (météo) : Laura Felpin présente la météo en incarnant un personnage[296]
- Laura Fel'point : une revue de presse présentée par Laura Felpin (du 3 au 25 septembre 2020)
- La bande annonce de Laura Felpin : Laura Felpin joue en plateau une bande annonce inspirée par l'actualité (le 28 septembre 2020)

##### Autres
- Juan régale[297] : Le chef Juan Arbelaez réalise une recette liée à l’actualité de la semaine (chaque vendredi du 4 septembre 2020 au 10 décembre 2021)

#### À partir de la saison 6

##### Rubriques journalistiques
- Le Cartographe : Jules Grandin traite un sujet lié à l'actualité au travers de cartographies et d'infographies[127] (tous les jeudis, du 13 janvier au 15 décembre 2022)
- Élisez 2022[250] / La Lutte Finale (Lors de l'entre-deux-tours de l'Élection Présentielle de 2022) : retour humoristique sur la campagne de l'élection présidentielle française de 2022
- La Fondation / Les Experts[126] (saison 6) : un expert de la Fondation Jean-Jaurès parle de l'un de ses travaux (une fois par semaine, du 12 janvier au 10 novembre 2022)
- La semaine de Clément Viktorovitch : Clément Viktorovitch décrypte la rhétorique derrière les paroles des personnalités politiques (tous les vendredis, du 11 mars au 24 juin 2022)

##### Rubriques humoristiques
- L'influencé[298] : Nicolas Fresco passe en revue et décrypte l'actualité des influenceurs (le vendredi, depuis le 3 septembre 2021)
- La réac du réac[292] : Pablo Mira tient une revue de presse des discours réactionnaires dans les médias (tous les mardis, pendant la saison 6)

##### Autres
- Les inventeurs du jour : à l'occasion de la Foire de Paris, Yann Barthès reçoit chaque jour des inventeurs participant au concours Lépine (du 2 au 6 mai 2022)

#### À partir de la saison 7

##### Rubriques journalistiques
- Le Club de la presse : deux journalistes sont invités en plateau pour commenter et décrypter les actualités de la semaine passée (le vendredi, du 3 mars au 7 avril 2023)
- DéZoom[233] : Arthur Genre décrypte un sujet d'actualité par le biais d'images d'archives (le jeudi et le vendredi, du 29 août au 15 décembre 2022)
- Zoom (deuxième version) : Clément Viktorovitch décrypte la rhétorique derrière les paroles des personnalités politiques et des célébrités[147] (du lundi au mercredi pendant la saison 7)

##### Rubriques humoristiques
- Paloma[148] : Paloma dresse le portrait des invités en interprétant un personnage (le vendredi, du 3 mars au 23 juin 2023)

##### Autres
- Les Inventeurs : un inventeur ou une inventrice présente sa création en plateau[299] (régulièrement, de septembre à octobre 2022)

#### À partir de la saison 8

##### Rubriques humoristiques
- Rosa Bonheur[300] : Rosa Bursztein présente l'actualité sous le prisme des bonnes nouvelles[245] (le jeudi, du 7 septembre jusqu'au 26 octobre 2023)

#### Rubriques web
Les équipes de Quotidien ont également produit des formats web diffusés sur les comptes de l'émission sur les réseaux sociaux et sur MyTF1.
- Champion : podcast présenté par Étienne Carbonnier. Le chroniqueur interview un grand champion sportif avec qui il parle de tout sauf de sport (sur les plateformes d'écoute, tous les 15 jours)[301]
- En deux-deux : Pablo Mira résume avec humour un fait d’actualité ou une œuvre de pop culture le plus vite possible (diffusée sur les réseaux sociaux de l'émission pendant la saison 4[302] et reprise sur les réseaux sociaux de Pablo Mira après son départ de l'émission[303])
- La Lucarne : Julien Bellver traite en profondeur d'un sujet lié à l'actualité des médias et des nouvelles technologies (sur les réseaux sociaux depuis le 3 février 2020 et sur YouTube depuis le 13 novembre 2020)[304].

## Audiences
Avant le lancement de la première saison, en septembre 2016, et alors que la case désormais occupée par Quotidien réunissait auparavant 300 000 téléspectateurs en moyenne, Yann Barthès et ses équipes espèrent doubler ce chiffre pour le mois de décembre et atteindre le million de téléspectateurs en juin 2017. L'objectif est rempli dès la première de l'émission, le 12 septembre 2016, suivie par 1,29 million de téléspectateurs.
Lors de sa première saison, la deuxième partie de Quotidien, qui se déroule de 19h45 à 21h, rassemble une moyenne de 1,3 million de téléspectateurs, tandis que la moyenne des deux parties s'élève à 1,16 million de téléspectateurs.
Lors de la deuxième saison, qui suit le même découpage que la première, la moyenne de la partie 2 reste stable avec environ 1,3 million de téléspectateurs.
Le lancement de la saison 3 s'accompagne d'un changement dans le découpage de l'émission : la première partie dure désormais de 19h25 à 20h05 tandis que la deuxième, raccourcie, s'étale de 20h10 à 21h/21h15. Cette troisième saison voit une augmentation des audiences avec une moyenne de 1,4 million de téléspectateurs pour la partie 2 et de 1,20 million de téléspectateurs pour l'ensemble de l'émission.
Durant sa quatrième saison, l'émission conserve le même découpage que l'année précédente. Néanmoins, la pandémie de Covid-19 a perturbé la diffusion de la première partie, supprimée du 25 mars au 1er mai 2020, puis diffusée à partir de 19 h 45, avant un retour à la normale le 15 juin et ce jusqu'à la fin de la saison, le 26 juin 2020. Cette saison voit une forte augmentation des audiences, avec une moyenne de 1,7 million de téléspectateurs pour la deuxième partie.
Suivant toujours le même découpage, la cinquième saison observe une nouvelle hausse d'audience, avec une moyenne de 1,85 million de téléspectateurs pour la partie 2.
La saison 6 accuse une baisse d'audience avec une moyenne de 1,60 million de téléspectateurs pour la deuxième partie.
La saison 7 connaît deux évolutions dans son découpage : du 28 août au 18 novembre 2022, la première partie se déroule de 19 h 25 à 20 h 30 et la deuxième partie de 20 h 35 à 21 h 15. Puis, à partir du 21 novembre 2022, l'émission se divise en trois parties, avec la première partie diffusée de 19 h 20 à 20 h 10, la deuxième partie de 20 h 15 à 20 h 55, et la partie principale, raccourcie, de 20 h 55 à 21 h 15. Durant cette saison, la partie principale rassemble une moyenne de 1,8 million de téléspectateurs.
Dans le détail, et sans prendre en compte les audiences de Quotidien Week-end, cette septième saison rassemble sur la période de son premier découpage 939 000 téléspectateurs (4,8% de pda) pour sa première partie et 1,69 million de téléspectateurs (7,6% de pda) pour la deuxième. Avec le second découpage, l'émission réunit en moyenne 822 000 téléspectateurs (4,5% de pda) pour sa première partie, 1,26 million de téléspectateurs (5,9% de pda) pour la deuxième partie et 2,07 millions de téléspectateurs (9,5% de pda) lors de la troisième partie.
La saison 8 de Quotidien a été suivie, en ne prenant en compte que les émissions du lundi au jeudi, par une moyenne de 1,30 million de téléspectateurs (6,3% de pda) pour la deuxième partie et de 2,11 millions de téléspectateurs (10,1% de pda) pour la troisième partie.
Le tableau suivant présente les audiences moyennes de l'émission, par partie et au global pour chaque saison, obtenues à partir des chiffres d'audiences Médiamétrie diffusés dans la presse.
| Audiences moyennes par saisons (hors Best Of) | Audiences moyennes par saisons (hors Best Of) | Audiences moyennes par saisons (hors Best Of) | Audiences moyennes par saisons (hors Best Of) | Audiences moyennes par saisons (hors Best Of) | Audiences moyennes par saisons (hors Best Of) | Audiences moyennes par saisons (hors Best Of) | Audiences moyennes par saisons (hors Best Of) | Audiences moyennes par saisons (hors Best Of) | Audiences moyennes par saisons (hors Best Of) | Audiences moyennes par saisons (hors Best Of) |
| Saison | Nombre d'émissions                            | Audiences moyennes par parties                | Audiences moyennes par parties                | Audiences moyennes par parties                | Audiences moyennes par parties                | Audiences moyennes par parties                | Audiences moyennes par parties                | Moyenne globale                               | Moyenne globale                               | Remarques                                     |
| Saison | Nombre d'émissions                            | 1re Partie                                    | 1re Partie                                    | 2e Partie                                     | 2e Partie                                     | 3e Partie                                     | 3e Partie                                     | Moyenne globale                               | Moyenne globale                               | Remarques                                     |
| Saison | Nombre d'émissions                            | Nombre de téléspectateurs                     | PDM                                           | Nombre de téléspectateurs                     | PDM                                           | Nombre de téléspectateurs                     | PDM                                           | Nombre de téléspectateurs                     | PDM                                           | Remarques                                     |
| --- | --------------------------------------------- | --------------------------------------------- | --------------------------------------------- | --------------------------------------------- | --------------------------------------------- | --------------------------------------------- | --------------------------------------------- | --------------------------------------------- | --------------------------------------------- | --------------------------------------------- |
| Saison 1 (2016-2017) | 171                                           | 719 000                                       | 3,93 %                                        | 1 258 000                                     | 5,42 %                                        | -                                             | -                                             | 1 149 000                                     | 5,12 %                                        | [ 316 ]                                       |
| Saison 2 (2017-2018) | 185                                           | 701 000                                       | 3,78 %                                        | 1 247 000                                     | 5,35 %                                        | -                                             | -                                             | 1 139 000                                     | 5,05 %                                        | ,                                             |
| Saison 3 (2018-2019) | 188                                           | 876 000                                       | 4,47 %                                        | 1 416 000                                     | 6,09 %                                        | -                                             | -                                             | 1 200 000                                     | 5,44 %                                        |                                               |
| Saison 4 (2019-2020) | 187                                           | 918 000                                       | 4,33 %                                        | 1 645 000                                     | 6,8 %                                         | -                                             | -                                             | 1 406 000                                     | 5,96 %                                        | [ 321 ]                                       |
| Saison 5 (2020-2021) | 188                                           | 1 075 000                                     | 4,84 %                                        | 1 861 000                                     | 7,36 %                                        | -                                             | -                                             | 1 544 000                                     | 6,35 %                                        | [ 322 ]                                       |
| Saison 6 (2021-2022) | 190                                           | 898 000                                       | 4,65 %                                        | 1 600 000                                     | 7,13 %                                        | -                                             | -                                             | 1 316 000                                     | 6,13 %                                        | [ 322 ]                                       |
| Saison 7 (2022-2023) | 186                                           | 897 000                                       | 4,60 %                                        | 1 606 000                                     | 7,27 %                                        | -                                             | -                                             | 1 163 000                                     | 5,73 %                                        | ,                                             |
| Saison 7 (2022-2023) | 186                                           | 803 000                                       | 4,42 %                                        | 1 187 000                                     | 5,59 %                                        | 1 934 000                                     | 8,94 %                                        | 1 163 000                                     | 5,73 %                                        | ,                                             |
| Saison 8 (2023-2024) | 193                                           | 780 000                                       | 4,44 %                                        | 1 244 000                                     | 6,09 %                                        | 1 982 000                                     | 9,59 %                                        | 1 169 000                                     | 5,96 %                                        | [ 322 ]                                       |
| |                                               |                                               |                                               |                                               |                                               |                                               |                                               |                                               |                                               |                                               |
| Légende La plus haute moyenne de saison La plus basse moyenne de saison Les moyennes sont calculées à partir des audiences données par Médiamétrie. La moyenne de la saison correspond a la somme de toutes les audiences divisée par le nombre total d'émissions. La moyenne des 2 ou des 3 parties est calculée en prenant en compte la durée des différentes parties. Soit : Moyenne globale = ((audience P1 x durée P1) + (audience P2 x durée P2)) / (durée P1 + durée P2) |                                               |                                               |                                               |                                               |                                               |                                               |                                               |                                               |                                               |                                               |

### Records d'audiences

#### Records historiques
À l'heure actuelle, et avec le dernier découpage en vigueur, le record d'audience de Quotidien sur sa partie principale est de 2,89 millions de téléspectateurs, atteints le 22 novembre 2023. Sa meilleure part d'audience (PDA) est quant à elle de 13,6 % du public, le 22 novembre 2023 également.
Avec le précédent découpage, le record d'audience de Quotidien sur sa partie principale est atteint le 8 juin 2020 avec 2,50 millions de téléspectateurs soit 10 % du public.

#### Records de saisons
Le 24 janvier 2017 l'émission, raccourcie du fait de la diffusion du match de quart de finale du Championnat du monde de handball masculin 2017 qui voit jouer l'équipe de France, enregistre son record d'audience, avec 2 126 000 téléspectateurs en moyenne de 20 h 30 à 21 h (7,9 % du public).
Le record de la saison 1 de Quotidien sur ses horaires habituels est cependant atteint le 8 mai 2017, au lendemain du second tour de l'Élection présidentielle française de 2017, avec 1 946 000 téléspectateurs en moyenne, soit 7,4 % du public. Il s'agit de la meilleure performance d'un talk-show en access prime-time sur la saison 2016.
Le record d'audience de la deuxième saison de Quotidien est atteint le 18 décembre 2017 sur les deux indicateurs d'audience en réunissant  1 720 000 téléspectateurs, soit 6,8 % du public.
L'émission réalise son plus haut score d'audience de la saison 3 le 17 décembre 2018 en réunissant 1 800 000 téléspectateurs (7,1% de PDA). La meilleure part d'audience est quant à elle atteinte le 7 février 2019 avec 7,9% de part de marché.
Le lundi 8 juin 2020, Quotidien établit son record de saison 4 en battant son plus haut score historique sur les deux indicateurs, réunissant 2,50 millions de téléspectateurs, soit 10% de PDA.
Le record d'audience de la saison 5 est établi sur les deux indicateurs le 16 novembre 2020 avec une moyenne de 2,39 millions de téléspectateurs, soit 8,9% du public.
Le plus haut score d'audience de la saison 6 est atteint le 17 janvier 2022 en nombre de téléspectateurs et en part d'audience. L'émission réunit ce jour-là 2,29 millions de téléspectateurs, soit 9,6% du public.
Le record de la saison 7 avec son premier découpage est établi le 19 octobre 2022, Quotidien réunissant 2,08 millions de téléspectateurs, soit 9,2% de PDA. Avec son second découpage, aux horaires plus resserrés, la partie principale de l'émission est au plus haut en nombre de spectateurs le 22 mars 2023 avec 2,67 millions de téléspectateurs. Elle atteint son record de part d'audience le 22 juin 2023 en réunissant 12,1 % du public.
Le record d'audience de la saison 8 est établi le 22 novembre 2023 en nombre de téléspectateurs et en part de marché, l'émission rassemblant ce jour là 2,89 millions de personnes, soit 13,6 % du public devant la partie principale.

### Audiences des émissions spéciales et déclinaisons
Ces tableaux regroupent les scores d'audience réalisés par les émissions spéciales et dérivées de Quotidien diffusées en prime time ou en deuxième partie de soirée sur TF1 et TMC.

#### Saison 1 (2016-2017)
| Titre                                                | Présenté par | Jour de diffusion | Chaîne | Horaire               | Nombre de téléspectateurs | Part de marché sur les 4 ans et plus | Références |
| ---------------------------------------------------- | ------------ | ----------------- | ------ | --------------------- | ------------------------- | ------------------------------------ | ---------- |
| Quotidien : La nuit américaine                       | Yann Barthès | 8 novembre 2016   | TMC    | P1 : 23 h 40 - 2 h 20 | 256 000                   | 5,9 %                                | [ 341 ]    |
| Quotidien : La nuit américaine                       | Yann Barthès | 8 novembre 2016   | TMC    | P2 : 3 h 10 - 8 h 35  | 126 000                   | 4,8 %                                | [ 341 ]    |
| Quotidien : Les hommes et les femmes de l'année 2016 | Yann Barthès | 9 décembre 2016   | TF1    | 23 h 55               | 1 000 000                 | 20,8 %                               | [ 342 ]    |
| Quotidien spécial investiture de Donald Trump        | Yann Barthès | 20 janvier 2017   | TMC    | 19 h 40 - 22 h 10     | 980 000                   | 4,1 %                                | [ 34 ]     |
| Quotidien : Le Tattoo Show                           | Yann Barthès | 17 mars 2017      | TF1    | 23 h 35               | 1 250 000                 | 21,2 %                               | [ 343 ]    |
| Quotidien : Le Toutou Matou Show                     | Yann Barthès | 14 avril 2017     | TF1    | 23 h 30               | 985 000                   | 17 %                                 | [ 344 ]    |
| Quotidien : Le Tif Show                              | Yann Barthès | 2 juin 2017       | TF1    | 23 h 30               | 854 000                   | 12,2 %                               | [ 345 ]    |
| Quotidien : Le Summer Show                           | Yann Barthès | 23 juin 2017      | TF1    | 23 h 30               | 877 000                   | 13,6 %                               | [ 346 ]    |
| Trump, Saison 1                                      | Martin Weill | 27 juin 2017      | TMC    | 21 h 10               | 819 000                   | 3,8 %                                | [ 347 ]    |

#### Saison 2 (2017-2018)
| Titre                                        | Présenté par             | Jour de diffusion | Chaîne | Horaire | Nombre de téléspectateurs | Part de marché sur les 4 ans et plus | Références |
| -------------------------------------------- | ------------------------ | ----------------- | ------ | ------- | ------------------------- | ------------------------------------ | ---------- |
| Trump : un an jour pour jour                 | Martin Weill             | 8 novembre 2017   | TMC    | 21 h 10 | 785 000                   | 3,6 %                                | [ 348 ]    |
| American Music Awards 2017                   | Willy Papa               | 6 décembre 2017   | TMC    | 21 h 10 | 469 000                   | 2,2 %                                | [ 349 ]    |
| Q d'Or 2017                                  | Yann Barthès             | 15 décembre 2017  | TF1    | 23 h 30 | 704 000                   | 15,8 %                               | [ 62 ]     |
| Quotidien : l'année people                   | Compilation de séquences | 3 janvier 2018    | TMC    | 21 h 10 | 641 000                   | 2,7 %                                | [ 350 ]    |
| Transpi Party                                | Étienne Carbonnier       | 17 janvier 2018   | TMC    | 21 h 10 | 634 000                   | 2,8 %                                | [ 351 ]    |
| Soirée Canap                                 | Étienne Carbonnier       | 4 avril 2018      | TMC    | 21 h 10 | 542 000                   | 2,4 %                                | [ 352 ]    |
| L'empire de Poutine : la Russie des extrêmes | Martin Weill             | 22 mai 2018       | TMC    | 21 h 5  | 529 000                   | 2,3 %                                | [ 353 ]    |

#### Saison 3 (2018-2019)
| Titre                           | Présenté par             | Jour de diffusion | Chaîne | Horaire | Nombre de téléspectateurs | Part de marché sur les 4 ans et plus | Références |
| ------------------------------- | ------------------------ | ----------------- | ------ | ------- | ------------------------- | ------------------------------------ | ---------- |
| Transpi, l'année des champions  | Étienne Carbonnier       | 26 décembre 2018  | TMC    | 21 h 5  | 453 000                   | 2,2 %                                | [ 354 ]    |
| Quotidien : l'année people 2018 | Compilation de séquences | 2 janvier 2019    | TMC    | 21 h 10 | 439 000                   | 2 %                                  | [ 355 ]    |

#### Saison 4 (2019-2020)
| Titre                                   | Présenté par                                               | Jour de diffusion | Chaîne | Horaire | Nombre de téléspectateurs | Part de marché sur les 4 ans et plus | Références |
| --------------------------------------- | ---------------------------------------------------------- | ----------------- | ------ | ------- | ------------------------- | ------------------------------------ | ---------- |
| Quotidien : l'année people 2019         | Compilation de séquences                                   | 1er janvier 2020  | TMC    | 21 h 10 | 471 000                   | 2,2 %                                | [ 356 ]    |
| L'Année du silence                      | Compilation d'images                                       | 1er janvier 2020  | TMC    | 22 h 35 | 377 000                   | 2,6 %                                | [ 356 ]    |
| Le Doc Quotidien : Un an chez les vieux | Étienne Carbonnier (voix-off), Emmanuel Le Ber (reportage) | 23 juin 2020      | TMC    | 21 h 15 | 918 000                   | 4,2 %                                | [ 357 ]    |

#### Saison 5 (2020-2021)
| Titre                                  | Présenté par                                               | Jour de diffusion | Chaîne | Horaire | Nombre de téléspectateurs | Part de marché sur les 4 ans et plus | Références |
| -------------------------------------- | ---------------------------------------------------------- | ----------------- | ------ | ------- | ------------------------- | ------------------------------------ | ---------- |
| L'Année du silence 2020                | Compilation d'images                                       | 15 décembre 2020  | TMC    | 21 h 15 | Moyenne : 708 000         | 2,9 %                                | [ 358 ]    |
| L'Année du silence 2020                | Compilation d'images                                       | 15 décembre 2020  | TMC    | 21 h 15 | P1 : 883 000              | 3,5 %                                | [ 358 ]    |
| L'Année du silence 2020                | Compilation d'images                                       | 15 décembre 2020  | TMC    | 21 h 15 | P2 : 534 000              | 2,4 %                                | [ 358 ]    |
| Quotidien : l'année people 2020        | Compilation de séquences                                   | 23 décembre 2020  | TMC    | 21 h 15 | 354 000                   | 1,5 %                                | [ 359 ]    |
| Canap 95                               | Étienne Carbonnier                                         | 30 mars 2021      | TMC    | 21 h 15 | Moyenne : 1 760 000       | 7,6 %                                | ,          |
| Canap 95                               | Étienne Carbonnier                                         | 30 mars 2021      | TMC    | 21 h 15 | P1 : 1 847 000            | 7,4 %                                | ,          |
| Canap 95                               | Étienne Carbonnier                                         | 30 mars 2021      | TMC    | 21 h 15 | P2 : 1 670 000            | 7,9 %                                | ,          |
| Le Doc Quotidien : Un an chez les ados | Étienne Carbonnier (voix-off), Emmanuel Le Ber (reportage) | 1er juin 2021     | TMC    | 21 h 15 | Moyenne : 821 000         | 3,8 %                                | [ 362 ]    |
| Le Doc Quotidien : Un an chez les ados | Étienne Carbonnier (voix-off), Emmanuel Le Ber (reportage) | 1er juin 2021     | TMC    | 21 h 15 | P1 : 914 000              | 4 %                                  | [ 362 ]    |
| Le Doc Quotidien : Un an chez les ados | Étienne Carbonnier (voix-off), Emmanuel Le Ber (reportage) | 1er juin 2021     | TMC    | 21 h 15 | P2 : 729 000              | 3,6 %                                | [ 362 ]    |

#### Saison 6 (2021-2022)
| Titre                                              | Présenté par                                               | Jour de diffusion | Chaîne | Horaire                | Nombre de téléspectateurs | Part de marché sur les 4 ans et plus | Références |
| -------------------------------------------------- | ---------------------------------------------------------- | ----------------- | ------ | ---------------------- | ------------------------- | ------------------------------------ | ---------- |
| 21H Médias : le 11 septembre 2001                  | Julien Bellver                                             | 8 septembre 2021  | TMC    | 21 h 15                | Moyenne : 1 230 000       | 5,9 %                                | [ 363 ]    |
| 21H Médias : le 11 septembre 2001                  | Julien Bellver                                             | 8 septembre 2021  | TMC    | 21 h 15                | P1 : 1 405 000            | 6,4 %                                | [ 363 ]    |
| 21H Médias : le 11 septembre 2001                  | Julien Bellver                                             | 8 septembre 2021  | TMC    | 21 h 15                | P2 : 1 070 000            | 5,4 %                                | [ 363 ]    |
| Canap 2002                                         | Étienne Carbonnier                                         | 9 décembre 2021   | TMC    | 21 h 15                | Moyenne : 1 120 000       | 5,4 %                                | ,          |
| Canap 2002                                         | Étienne Carbonnier                                         | 9 décembre 2021   | TMC    | 21 h 15                | P1 : 1 610 000            | 7,1 %                                | ,          |
| Canap 2002                                         | Étienne Carbonnier                                         | 9 décembre 2021   | TMC    | 21 h 15                | P2 : 946 000              | 4,7 %                                | ,          |
| L'Année du silence 2021                            | Compilation d'images                                       | 17 décembre 2021  | TMC    | 21 h 15                | P1 : 573 000              | 2,7 %                                | ,          |
| Quotidien : l'année people 2021                    | Compilation de séquences                                   | 28 décembre 2021  | TMC    | 21 h 15                | 241 000                   | 1,2 %                                | [ 369 ]    |
| Les Q d'Or 2022                                    | Yann Barthès                                               | 16 février 2022   | TMC    | P1 : 19 h 25 - 20 h 40 | 1 110 000                 | 5,2 %                                | [ 370 ]    |
| Les Q d'Or 2022                                    | Yann Barthès                                               | 16 février 2022   | TMC    | P2 : 20 h 40 - 21 h 50 | 1 310 000                 | 5,7 %                                | [ 371 ]    |
| Le Doc Quotidien : Un an chez les petits champions | Étienne Carbonnier (voix-off), Clémence Majani (reportage) | 16 février 2022   | TMC    | 21 h 50                | 280 000                   | 1,3 %                                | [ 372 ]    |
| Désir : Ce que veulent les femmes                  | Maïa Mazaurette                                            | 8 mars 2022       | TMC    | 21 h 15                | Moyenne : 908 000         | 4,5 %                                | [ 373 ]    |
| Désir : Ce que veulent les femmes                  | Maïa Mazaurette                                            | 8 mars 2022       | TMC    | 21 h 15                | P1 : 1 070 000            | 4,7 %                                | [ 373 ]    |
| Désir : Ce que veulent les femmes                  | Maïa Mazaurette                                            | 8 mars 2022       | TMC    | 21 h 15                | P2 : 810 000              | 4,4 %                                | [ 373 ]    |
| La story Zelensky                                  | Willy Papa                                                 | 9 mars 2022       | TMC    | 21 h 15                | Moyenne : 1 240 000       | 5,6 %                                | [ 374 ]    |
| La story Zelensky                                  | Willy Papa                                                 | 9 mars 2022       | TMC    | 21 h 15                | P1 : 1 250 000            | 5,5 %                                | [ 374 ]    |
| La story Zelensky                                  | Willy Papa                                                 | 9 mars 2022       | TMC    | 21 h 15                | P2 : 1 200 000            | 5,7 %                                | [ 374 ]    |
| Canap 89                                           | Étienne Carbonnier                                         | 6 avril 2022      | TMC    | 21 h 15                | Moyenne : 1 220 000       | 5,6 %                                | ,          |
| Canap 89                                           | Étienne Carbonnier                                         | 6 avril 2022      | TMC    | 21 h 15                | P1 : 1 440 000            | 6,2 %                                | ,          |
| Canap 89                                           | Étienne Carbonnier                                         | 6 avril 2022      | TMC    | 21 h 15                | P2 : 1 080 000            | 5,2 %                                | ,          |
| 21H Médias : Le crash DSK                          | Julien Bellver                                             | 11 mai 2022       | TMC    | 21 h 15                | P1 : 896 000              | 4,3 %                                | [ 378 ]    |
| 21H Médias : Le crash DSK                          | Julien Bellver                                             | 11 mai 2022       | TMC    | 21 h 15                | P2 : 648 000              | 3,4 %                                | [ 378 ]    |

#### Saison 7 (2022-2023)
| Titre                                        | Présenté par                                               | Jour de diffusion | Chaîne | Horaire                | Nombre de téléspectateurs | Part de marché sur les 4 ans et plus | Références |
| -------------------------------------------- | ---------------------------------------------------------- | ----------------- | ------ | ---------------------- | ------------------------- | ------------------------------------ | ---------- |
| Canap 98                                     | Étienne Carbonnier                                         | 28 septembre 2022 | TMC    | 21 h 15                | Moyenne : 936 000         | 4,8 %                                | ,          |
| Canap 98                                     | Étienne Carbonnier                                         | 28 septembre 2022 | TMC    | 21 h 15                | P1 : 1 057 000            | 5,1 %                                | ,          |
| Canap 98                                     | Étienne Carbonnier                                         | 28 septembre 2022 | TMC    | 21 h 15                | P2 : 815 000              | 4,5 %                                | ,          |
| 21H Médias : 5 ans de Me Too                 | Julien Bellver                                             | 5 octobre 2022    | TMC    | 21 h 15                | P1 : 375 000              | 1,7 %                                | [ 381 ]    |
| 21H Médias : 5 ans de Me Too                 | Julien Bellver                                             | 5 octobre 2022    | TMC    | 21 h 15                | P2 : 226 000              | 1,2 %                                | [ 381 ]    |
| Désir : ce que veulent les hommes            | Maïa Mazaurette                                            | 12 octobre 2022   | TMC    | 21 h 15                | Moyenne : 617 000         | 3,2 %                                | [ 382 ]    |
| Désir : ce que veulent les hommes            | Maïa Mazaurette                                            | 12 octobre 2022   | TMC    | 21 h 15                | P1 : 725 000              | 3,3 %                                | [ 382 ]    |
| Désir : ce que veulent les hommes            | Maïa Mazaurette                                            | 12 octobre 2022   | TMC    | 21 h 15                | P2 : 555 000              | 3,2                                  | [ 382 ]    |
| 21H Médias : Le tsunami du siècle            | Julien Bellver                                             | 7 décembre 2022   | TMC    | 21 h 15                | P1 : 727 000              | 3,3 %                                | [ 383 ]    |
| 21H Médias : Le tsunami du siècle            | Julien Bellver                                             | 7 décembre 2022   | TMC    | 21 h 15                | P2 : 486 000              | 2,5 %                                | [ 383 ]    |
| L'Année du silence 2022                      | Compilation d'images                                       | 16 décembre 2022  | TMC    | 21 h 15                | 569 000                   | 2,8 %                                | [ 384 ]    |
| Quotidien : l'année people 2022              | Compilation de séquences                                   | 27 décembre 2022  | TMC    | 21 h 15                | 301 000                   | 1,7 %                                | [ 385 ]    |
| Une soirée avec Astérix et Obélix            | Ambre Chalumeau                                            | 24 janvier 2023   | TMC    | 21 h 15                | P1 : 771 000              | 3,5 %                                | ,          |
| Une soirée avec Astérix et Obélix            | Ambre Chalumeau                                            | 24 janvier 2023   | TMC    | 21 h 15                | P2 : 433 000              | 2,2 %                                | ,          |
| 80 minutes douche comprise                   | Pablo Mira                                                 | 31 janvier 2023   | TMC    | 21 h 15                | P1 : 1 210 000            | 5,5 %                                | [ 388 ]    |
| 80 minutes douche comprise                   | Pablo Mira                                                 | 31 janvier 2023   | TMC    | 21 h 15                | P2 : 671 000              | 3,5 %                                | [ 388 ]    |
| Les Q d'Or 2023                              | Yann Barthès                                               | 7 février 2023    | TMC    | P1 : 20 h 33 - 21 h 30 | 1 437 000                 | 6,6 %                                | [ 165 ]    |
| Les Q d'Or 2023                              | Yann Barthès                                               | 7 février 2023    | TMC    | P2 : 21 h 37 - 22 h 46 | 610 000                   | 3,1 %                                | [ 165 ]    |
| Le Doc Quotidien : Toi et moi, mode d'emploi | Étienne Carbonnier (voix-off), Emmanuel Le Ber (reportage) | 15 mars 2023      | TMC    | 21 h 15                | P1 : 523 000              | 2,5 %                                | [ 389 ]    |
| Le Doc Quotidien : Toi et moi, mode d'emploi | Étienne Carbonnier (voix-off), Emmanuel Le Ber (reportage) | 15 mars 2023      | TMC    | 21 h 15                | P2 : 311 000              | 1,7 %                                | [ 389 ]    |
| 21H Médias : 10 ans de Mariage pour tous     | Julien Bellver                                             | 21 mars 2023      | TMC    | 21 h 15                | P1 : 533 000              | 2,5 %                                | [ 390 ]    |
| 21H Médias : 10 ans de Mariage pour tous     | Julien Bellver                                             | 21 mars 2023      | TMC    | 21 h 15                | P2 : 292 000              | 1,5 %                                | [ 390 ]    |
| Canap 79                                     | Étienne Carbonnier                                         | 12 avril 2023     | TMC    | 21 h 15                | Moyenne : 835 000         | 4,3%                                 | ,          |
| Canap 79                                     | Étienne Carbonnier                                         | 12 avril 2023     | TMC    | 21 h 15                | P1 : 969 000              | 4,6%                                 | ,          |
| Canap 79                                     | Étienne Carbonnier                                         | 12 avril 2023     | TMC    | 21 h 15                | P2 : 757 000              | 4,1%                                 | ,          |
| Désir : Au coeur du sexe féminin             | Maïa Mazaurette                                            | 23 mai 2023       | TMC    | 21 h 15                | P1 : 894 000              | 4,2%                                 | [ 393 ]    |
| Désir : Au coeur du sexe féminin             | Maïa Mazaurette                                            | 23 mai 2023       | TMC    | 21 h 15                | P2 : 838 000              | 4,6%                                 | [ 393 ]    |
| Le système Tom Cruise                        | Ambre Chalumeau                                            | 20 juin 2023      | TMC    | 21 h 15                | P1 : 559 000              | 2,9%                                 | [ 394 ]    |
| Le système Tom Cruise                        | Ambre Chalumeau                                            | 20 juin 2023      | TMC    | 21 h 15                | P2 : 378 000              | 2,3%                                 | [ 394 ]    |

#### Saison 8 (2023-2024)
| Titre                                                                   | Présenté par             | Jour de diffusion | Chaîne | Horaire                | Nombre de téléspectateurs | Part de marché sur les 4 ans et plus | Références |
| ----------------------------------------------------------------------- | ------------------------ | ----------------- | ------ | ---------------------- | ------------------------- | ------------------------------------ | ---------- |
| Canap 2007                                                              | Étienne Carbonnier       | 29 septembre 2023 | TMC    | 21 h 15                | P1 : 929 000              | 4,5 %                                | [ 395 ]    |
| Canap 2007                                                              | Étienne Carbonnier       | 29 septembre 2023 | TMC    | 21 h 15                | P2 : 715 000              | 4,0 %                                | [ 395 ]    |
| 21H Médias : Xavier Dupont de Ligonnès, la chasse au scoop              | Julien Bellver           | 11 octobre 2023   | TMC    | 21 h 15                | P1 : 742 000              | 3,8 %                                | [ 396 ]    |
| 21H Médias : Xavier Dupont de Ligonnès, la chasse au scoop              | Julien Bellver           | 11 octobre 2023   | TMC    | 21 h 15                | P2 : 541 000              | 3,1 %                                | [ 396 ]    |
| Les docs d'Ambre Chalumeau : Nakache et Toledano, le cinéma hors normes | Ambre Chalumeau          | 17 octobre 2023   | TMC    | 21 h 15                | P1 : 596 000              | 2,7 %                                | [ 397 ]    |
| Les docs d'Ambre Chalumeau : Nakache et Toledano, le cinéma hors normes | Ambre Chalumeau          | 17 octobre 2023   | TMC    | 21 h 15                | P2 : 290 000              | 1,5 %                                | [ 397 ]    |
| 21H Médias : Sida, 40 ans de symboles                                   | Julien Bellver           | 29 novembre 2023  | TMC    | 21 h 15                | P1 : 412 000              | 2,0 %                                | [ 182 ]    |
| 21H Médias : Sida, 40 ans de symboles                                   | Julien Bellver           | 29 novembre 2023  | TMC    | 21 h 15                | P2 : 211 000              | 1,2 %                                | [ 182 ]    |
| 80 minutes douche comprise                                              | Pablo Mira               | 5 décembre 2023   | TMC    | 21 h 15                | P1 : 1 000 000            | 4,6 %                                | [ 398 ]    |
| 80 minutes douche comprise                                              | Pablo Mira               | 5 décembre 2023   | TMC    | 21 h 15                | P2 : 543 000              | 2,7 %                                | [ 398 ]    |
| Canap 93                                                                | Étienne Carbonnier       | 20 décembre 2023  | TMC    | 21 h 15                | P1 : 1 400 000            | 7 %                                  | [ 399 ]    |
| Canap 93                                                                | Étienne Carbonnier       | 20 décembre 2023  | TMC    | 21 h 15                | P2 : 993 000              | 5,5 %                                | [ 399 ]    |
| L'année du silence 2023                                                 | Compilation d'images     | 22 décembre 2023  | TMC    | 21 h 15                | P1 : 370 000              | 1,8 %                                | [ 400 ]    |
| Quotidien : L'année people 2023                                         | Compilation de séquences | 27 décembre 2023  | TMC    | 21 h 15                | 259 000                   | 1,4 %                                | [ 401 ]    |
| Le Doc Quotidien : Tout dans les muscles                                | Étienne Carbonnier       | 9 janvier 2024    | TMC    | 21 h 15                | P1 : 619 000              | 3 %                                  | [ 402 ]    |
| Le Doc Quotidien : Tout dans les muscles                                | Étienne Carbonnier       | 9 janvier 2024    | TMC    | 21 h 15                | P2 : 308 000              | 1,7 %                                | [ 402 ]    |
| Les Q d'Or 2024                                                         | Yann Barthès             | 29 janvier 2024   | TMC    | P1 : 20 h 37 - 21 h 39 | 1 420 000                 | 6,7 %                                | ,          |
| Les Q d'Or 2024                                                         | Yann Barthès             | 29 janvier 2024   | TMC    | P2 : 21 h 47 - 22 h 36 | 627 000                   | 3,4 %                                | ,          |
| Les docs de Maïa Mazaurette : Vous saurez tout sur le pénis             | Maïa Mazaurette          | 31 janvier 2024   | TMC    | 21 h 15                | P1 : 1 130 000            | 5,8 %                                | [ 403 ]    |
| Les docs de Maïa Mazaurette : Vous saurez tout sur le pénis             | Maïa Mazaurette          | 31 janvier 2024   | TMC    | 21 h 15                | P2 : 840 000              | 5,4 %                                | [ 403 ]    |
| Indémodable : l'histoire sexy du jean                                   | Marc Beaugé              | 12 mars 2024      | TMC    | 21 h 15                | P1 : 476 000              | 2,2 %                                | [ 404 ]    |
| Indémodable : l'histoire sexy du jean                                   | Marc Beaugé              | 12 mars 2024      | TMC    | 21 h 15                | P2 : 244 000              | 1,3 %                                | [ 404 ]    |
| Les docs d’Ambre Chalumeau : Êtes-vous punk ?                           | Ambre Chalumeau          | 7 mai 2024        | TMC    | 21 h 25                | P1 : 414 000              | 1,9 %                                | [ 405 ]    |
| Les docs d’Ambre Chalumeau : Êtes-vous punk ?                           | Ambre Chalumeau          | 7 mai 2024        | TMC    | 21 h 25                | P2 : 384 000              | 2 %                                  | [ 405 ]    |
| Canap 2000                                                              | Étienne Carbonnier       | 15 mai 2024       | TMC    | 21 h 15                | P1 : 952 000              | 4,8 %                                | [ 406 ]    |
| Canap 2000                                                              | Étienne Carbonnier       | 15 mai 2024       | TMC    | 21 h 15                | P2 : 808 000              | 4,5 %                                | [ 406 ]    |
| 21H Médias : Rire en 2024                                               | Julien Bellver           | 11 juin 2024      | TMC    | 21 h 15                | P1 : 757 000              | 3,7 %                                | [ 407 ]    |
| 21H Médias : Rire en 2024                                               | Julien Bellver           | 11 juin 2024      | TMC    | 21 h 15                | P2 : 571 000              | 3,1 %                                | [ 407 ]    |
| Les docs de Maïa Mazaurette : Dating mode d'emploi                      | Maïa Mazaurette          | 19 juin 2024      | TMC    | 21 h 15                | P1 : 437 000              | 2,2 %                                | [ 408 ]    |
| Quotidien Sport : L'année olympique                                     | Compilation de séquences | 17 juillet 2024   | TMC    | 21 h 15                | P1 : 223 000              | 1,2 %                                | [ 192 ]    |
| Quotidien Sport : L'année olympique                                     | Compilation de séquences | 17 juillet 2024   | TMC    | 21 h 15                | P2 : 226 000              | 1,4 %                                | [ 192 ]    |

#### Saison 9 (2024-2025)
| Titre                                                                                      | Présenté par                                               | Jour de diffusion | Chaîne | Horaire | Nombre de téléspectateurs | Part de marché sur les 4 ans et plus | Références |
| ------------------------------------------------------------------------------------------ | ---------------------------------------------------------- | ----------------- | ------ | ------- | ------------------------- | ------------------------------------ | ---------- |
| Canap 81                                                                                   | Étienne Carbonnier                                         | 16 octobre 2024   | TMC    | 21 h 15 | P1 : 993 000              | 4,9 %                                | [ 409 ]    |
| Canap 81                                                                                   | Étienne Carbonnier                                         | 16 octobre 2024   | TMC    | 21 h 15 | P2 : 650 000              | 3,6 %                                | [ 409 ]    |
| 21H Médias : Qui peut arrêter Elon Musk ?                                                  | Julien Bellver                                             | 29 octobre 2024   | TMC    | 21 h 15 | P1 : 619 000              | 3 %                                  | [ 410 ]    |
| 21H Médias : Qui peut arrêter Elon Musk ?                                                  | Julien Bellver                                             | 29 octobre 2024   | TMC    | 21 h 15 | P2 : 457 000              | 2,5 %                                | [ 410 ]    |
| Les docs d'Ambre Chalumeau - Taylor Swift : Iconique et politique                          | Ambre Chalumeau                                            | 31 octobre 2024   | TMC    | 21 h 15 | P1 : 523 000              | 3 %                                  | [ 411 ]    |
| Les docs d'Ambre Chalumeau - Taylor Swift : Iconique et politique                          | Ambre Chalumeau                                            | 31 octobre 2024   | TMC    | 21 h 15 | P2 : 396 000              | 2,6 %                                | [ 411 ]    |
| La story Kamala Harris                                                                     | Willy Papa                                                 | 4 novembre 2024   | TMC    | 21 h 15 | P1 : 563 000              | 2,7 %                                | [ 412 ]    |
| La story Kamala Harris                                                                     | Willy Papa                                                 | 4 novembre 2024   | TMC    | 21 h 15 | P2 : 371 000              | 2,1 %                                | [ 412 ]    |
| Michel Denisot n’aime pas les anniversaires                                                | Yann Barthès                                               | 13 novembre 2024  | TMC    | 21 h 15 | Moyenne : 885 000         | 5,4 %                                | ,          |
| Michel Denisot n’aime pas les anniversaires                                                | Yann Barthès                                               | 13 novembre 2024  | TMC    | 21 h 15 | P1 : 1 140 000            | 6 %                                  | ,          |
| Michel Denisot n’aime pas les anniversaires                                                | Yann Barthès                                               | 13 novembre 2024  | TMC    | 21 h 15 | P2 : 791 000              | 5,2 %                                | ,          |
| Le Doc Quotidien - Les Chiens : qui tient vraiment la laisse ?                             | Étienne Carbonnier (voix-off), Emmanuel Le Ber (reportage) | 19 novembre 2024  | TMC    | 21 h 15 | P1 : 503 000              | 2,6 %                                | [ 415 ]    |
| Le Doc Quotidien - Les Chiens : qui tient vraiment la laisse ?                             | Étienne Carbonnier (voix-off), Emmanuel Le Ber (reportage) | 19 novembre 2024  | TMC    | 21 h 15 | P2 : 343 000              | 2,1 %                                | [ 415 ]    |
| L'année du Silence 2024                                                                    | Compilation d'images                                       | 20 décembre 2024  | TMC    | 21 h 15 | 336 000                   | 1,7 %                                | [ 209 ]    |
| Le grand Top 20 du Petit Q                                                                 | Willy Papa                                                 | 3 janvier 2025    | TMC    | 21 h 15 | 372 000                   | 2 %                                  | [ 416 ]    |
| 21h Médias : Janvier 2015 - L'horreur en France                                            | Julien Bellver                                             | 6 janvier 2025    | TMC    | 21 h 15 | 679 000                   | 3,4 %                                | [ 417 ]    |
| Les Q d’or 2025                                                                            | Yann Barthès                                               | 4 février 2025    | TMC    | 20 h 37 | P1 : 1 320 000            | 6,5 %                                | [ 212 ]    |
| Les Q d’or 2025                                                                            | Yann Barthès                                               | 4 février 2025    | TMC    | 20 h 37 | P2 : 560 000              | 3,1 %                                | [ 212 ]    |
| Le Doc Quotidien - Les baskets et nous : Une saga française racontée pour la première fois | Étienne Carbonnier                                         | 19 février 2025   | TMC    | 21 h 15 | 431 000                   | 2,3 %                                | [ 418 ]    |
| 1h30 d'orgasme                                                                             | Maïa Mazaurette                                            | 12 mars 2025      | TMC    | 21 h 15 | P1 : 528 000              | 2,8 %                                | [ 419 ]    |
| 1h30 d'orgasme                                                                             | Maïa Mazaurette                                            | 12 mars 2025      | TMC    | 21 h 15 | P2 : 368 000              | 2,4 %                                | [ 419 ]    |
| Canap 97                                                                                   | Étienne Carbonnier                                         | 19 mars 2025      | TMC    | 21 h 15 | P1 : 831 000              | 4,5 %                                | [ 420 ]    |
| Canap 97                                                                                   | Étienne Carbonnier                                         | 19 mars 2025      | TMC    | 21 h 15 | P2 : 597 000              | 3,9 %                                | [ 420 ]    |

## Faits remarquables
Le travail des journalistes de Quotidien a parfois permis à l'émission d'obtenir des informations et des images exclusives ou de mettre en lumière certaines situations.
Lors de l'émission du 9 février 2017, Didier Migaud, Président de la Cour des comptes, est interrogé par Yann Barthès sur le contrôle des comptes de l'Assemblée nationale et du Sénat. Après un silence, Didier Migaud admet que les seuls contrôles des comptes de ces institutions se font en interne. En réponse à cette révélation, Quotidien lance dès le lendemain l'opération dite « Parlement Transparent ».
Le 20 mars 2017, la journaliste Valentine Oberti révèle que l'équipe de Quotidien a eu des informations indiquant que le ministre de l'Intérieur, Bruno Le Roux, a employé ses filles à plusieurs reprises à titre de collaboratrices parlementaires, certains contrats ayant été signés alors que les filles du ministre étaient encore lycéennes ou bien effectuaient déjà un autre stage en parallèle de ces activités. Ces révélations surviennent en pleine affaire Fillon, alors que l'ancien Premier ministre et candidat LR à l'élection présidentielle de 2017 est mis en examen dans une affaire similaire concernant l'emploi de son épouse. Le lendemain, le Parquet national financier ouvre une enquête et Bruno Le Roux démissionne de ses fonctions de ministre.
En juin 2017, lors d'une visite au Centre régional opérationnel de surveillance et de sauvetage (CROSS) Atlantique situé à Étel dans le Morbihan, l'émission révèle une phrase du président de la République, Emmanuel Macron, qui déclenche une polémique sur les médias sociaux : « Mais le kwassa-kwassa pêche peu, il amène du Comorien, c’est différent ». L'équipe de communication de l’Élysée reconnaît « une plaisanterie pas très heureuse sur un sujet grave », « complètement regrettable et malvenue ».
Lors de l'émission du 29 novembre 2017, le chroniqueur Julien Bellver démontre que plusieurs chroniques de Philippe Vandel, qui officie sur Europe 1, sont des répliques exactes, mot pour mot et avec les mêmes effets sonores, de celles que le journaliste avait proposées auparavant alors qu'il travaillait pour France Info. Si la démarche n'est pas en soi illégale, le groupe Radio France n'apprécie pas que des chroniques diffusées alors sur le service public soient librement utilisées dans le domaine privé. Bien que Philippe Vandel assume ces « auto-plagiats », il déclare faire « amende honorable » et assure qu'il fera preuve de davantage de vigilance à l'avenir. La chronique de Philippe Vandel est finalement supprimée à la rentrée de janvier 2018.
Le 16 février 2018, le journaliste Paul Larrouturou dévoile un enregistrement d'un cours donné par Laurent Wauquiez à des étudiants de l'EM Lyon Business School. Dans cet enregistrement, le président des Républicains tient des propos violents notamment à l'égard de Gérald Darmanin, Nicolas Sarkozy ou encore Emmanuel Macron. Ses propos sont par la suite repris dans l'intégralité des médias et critiqués par de nombreuses personnalités politiques. Le 17 février 2018, Laurent Wauquiez répond à la polémique générée dans un communiqué à l'AFP en disant que « les propos qui ont été diffusés par l'émission Quotidien ont été enregistrés de façon illégale, avec des méthodes peu déontologiques qui ouvrent la voie à des suites judiciaires » et que « ces propos ont été tenus dans le cadre privé d'un enseignement, au cours d'une discussion libre avec des étudiants, parfois sur le ton de l'humour ». Le 19 février 2018, l'émission Quotidien diffuse de nouveaux extraits concernant entre autres Gérald Darmanin, Alain Juppé ainsi que les parlementaires du mouvement En Marche ! (qualifiés de « guignols » par Laurent Wauquiez), notamment afin de répondre aux accusations selon lesquelles les propos auraient été sortis de leur contexte. Le lendemain, Laurent Wauquiez annonce qu'il entend déposer plainte et saisir le CSA. Cependant, Yann Barthès affirme le 7 septembre 2018 qu'aucune plainte n'a été déposée et que le CSA n'a pas été saisi.
Lors de l'émission du 24 mai 2018, le journaliste Azzeddine Ahmed-Chaouch révèle une affaire d'espionnage : la république populaire de Chine aurait « retourné » quatre agents secrets français de la DGSE, depuis confondus et arrêtés par la DGSI.
Le 29 janvier 2019, les journalistes Baptiste des Monstiers et Pierre Caillé sont arrêtés au Venezuela alors qu'ils couvrent la crise qui secouait le pays et sont en train de filmer aux alentours du palais présidentiel. Entrés dans le pays sans visa de presse, ils sont suspectés d'être des agents de la DGSE et sont détenus au sein de l'Hélicoïde de Caracas afin d'être interrogés. Le ministère des affaires étrangères français exige la libération des deux journalistes. Le 31 janvier 2019, l'ambassadeur de France au Venezuela Romain Nadal annonce leur libération et leur retour en France. Enfin, le 4 février Baptiste des Monstiers et Pierre Caillé sont présents sur le plateau de l'émission pour raconter leur arrestation et leur détention.
Le 6 janvier 2021, la journaliste Laura Geisswiller et sa JRI Sophie Gousset se retrouvent au cœur de l'assaut du capitole à Washington. Les deux reporters sont parmi les rares journalistes à être entrés dans le Capitole avec les partisans de Donald Trump. Ce soir-là, Quotidien dévie exceptionnellement de son conducteur pour diffuser ces images en direct. Malgré l'inquiétude suscitée en plateau par le chahut qui entoure les deux journalistes, Laura Geisswiller annonce quelques heures plus tard qu'elle et sa cadreuse sont ressorties indemnes de la manifestation.
Le 2 janvier 2023, alors qu'ils se préparaient à réaliser un duplex depuis Kramatorsk où ils couvraient la guerre russo-ukrainienne, le journaliste Paul Gasnier et son équipe sont surpris par une explosion provoquée par un tir de missile russe à quelques dizaines de mètres, contraignant les reporters à fuir pour s'abriter. Pendant le 20:15 Express, Paul Gasnier rassure Yann Barthès sur l'état de santé des membres de son équipe lors d'un duplex dans des conditions dégradées tandis que l'image de l'explosion est diffusée. Cette vidéo est reprise par des médias étrangers, jusqu'en Russie où elle est utilisée sur des comptes Telegram pro-russes.

## Polémiques
En mai 2017, peu après l'élection d'Emmanuel Macron à la présidence de la République, M, le magazine du Monde révèle que Sylvain Fort, alors directeur de la communication du candidat du mouvement En marche !, aurait directement appelé Yann Barthès et l'aurait insulté à la suite d'une séquence de Quotidien où le chroniqueur Paul Larrouturou dresse un possible parallèle entre la célébration à La Rotonde du score obtenu par Emmanuel Macron au premier tour de l'élection présidentielle et celle de Nicolas Sarkozy au Fouquet's à la suite de son élection en 2007. Sylvain Fort dément plus tard auprès du Lab avoir insulté Barthès mais M maintient ses informations.
En novembre 2019, l'hebdomadaire Valeurs actuelles consacre sa une intitulée « La tyrannie des bien-pensants » à l'émission. En réponse, Yann Barthès partage illégalement le dossier sur les réseaux sociaux avant de retirer le lien. Quotidien et Valeurs actuelles avaient déjà eu des frictions, le magazine ayant notamment dénoncé un reportage des journalistes de « Quotidien » qu'il considérait comme biaisé, quand ceux-ci s'étaient rendus à Nancy pour démontrer que les propos de Nadine Morano sur la présence grandissante de l'islam étaient faux,,. En représailles à ce partage, Thierry Devige, membre du Rassemblement national, publie sur Twitter les coordonnées de journalistes de Quotidien, de la présentatrice Tatiana Silva ou des dirigeants Ara Aprikian et Gilles Pélisson.
En 2019, le journaliste Jean-Baptiste Rivoire avance que, cédant aux pressions du gouvernement français, Quotidien a censuré une enquête de la journaliste Valentine Oberti qui révélait que l’exécutif savait que les armes vendues à l’Arabie saoudite étaient utilisées contre des civils au Yémen.
Le 10 septembre 2020, Nicolas Sarkozy crée la polémique lors d'une interview en se questionnant sur la possibilité d'utiliser le mot « singes » en faisant le lien avec le changement de titre du roman policier Dix petits nègres. Ce rapprochement entre les termes « singe » et « nègre » provoque des réactions jusque dans la classe politique. Yann Barthès et les journalistes présents en plateau sont également critiqués pour n'avoir pas réagi et apporté de contradiction aux propos de l'ancien président. En mars 2024, lors d'une audition dans le cadre d'une commission d’enquête parlementaire portant sur l’attribution des fréquences de la TNT, le producteur de l'émission Laurent Bon reconnaît un « moment de flottement », tandis que l'animateur Yann Barthès affirme à ce moment « [ne pas pouvoir] imaginer une seconde que Nicolas Sarkozy puisse comparer une personne de couleur à un singe » et estime que les réseaux sociaux ont pu amplifier la polémique.
Le 7 juin 2021, deux journalistes de Quotidien, Paul Larrouturou et Paul Bouffard, accusent le chanteur Francis Lalanne de les avoir frappés lors de l'Université citoyenne d'Avignon après une question sur les propos controversés de Jean-Marie Bigard à l'encontre de l'ex-ministre de la Santé Agnès Buzyn. Atteint d'un traumatisme crânien et d'une tendinite post-traumatique à l'épaule gauche, le cadreur Paul Bouffard dépose plainte. Francis Lalanne dément les faits sur les plateaux de plusieurs émissions de télévision et nie le fait qu'une plainte ait été déposée à son encontre,. Le 11 juin 2021, la production de l'émission répond à ces propos par le biais d'un communiqué de presse rédigé par l'avocate de Bangumi et réaffirme qu'une plainte a bien été déposée et que les journalistes ont fait constater leurs blessures auprès des unités médico-judiciaires.
En février 2023, l'autrice Racha Belmehdi affirme sur Instagram qu'Ambre Chalumeau, qui anime la chronique culturelle quotidienne de l'émission, a repris sans la citer des éléments de son livre Rivalité, nom féminin, pour illustrer sa chronique sur les rivalités entre personnalités de sexe féminin (en partant de l'exemple de Rachida Dati, invitée de Quotidien au moment de la chronique, et d'Anne Hidalgo). La publication gagne en visibilité sur les réseaux sociaux, en particulier Instagram et Twitter. La chroniqueuse réagit quelques jours plus tard, admettant avoir demandé un exemplaire de l'ouvrage à l'éditeur, mais expliquant finalement ne pas l'avoir lu et donc ne pas l'avoir utilisé pour préparer sa chronique ni prévu d'en recommander la lecture sans avoir pris connaissance de son contenu.
En septembre 2024, Télérama publie un article concernant les conditions de travail des employés de Bangumi pour l'émission, relayant des témoignages de souffrance au travail, évoquant un droit de grève contesté ainsi que des accusations de harcèlement,. Les responsables de Bangumi précisent qu'une enquête interne a été réalisée, sans passer par un cabinet indépendant.

## Interventions de l'ARCOM
Quotidien et TMC ont reçu trois rappels à la réglementation (premier niveau d'intervention) et une mise en garde (deuxième niveau d'intervention) de la part de l'Autorité de régulation de la communication audiovisuelle et numérique.
Lors de l'assemblée plénière du 29 juillet 2024, l'ARCOM demande « à l’éditeur du service de veiller, à l’avenir, au respect des dispositions de l’article 3-1-3 de sa convention » ayant trait à l'accès du programme aux personnes sourdes ou malentendantes à la suite d'un signalement concernant le sous-titrage de l'émission du 9 avril 2024.
À la suite de l'assemblée plénière du 4 septembre 2024, TMC reçoit une mise en garde de l'ARCOM pour des faits constitutifs de « publicité clandestine, en méconnaissance des dispositions de l’article 9 du décret du 27 mars 1992 » après qu'une marque de chaussures a clairement été montrée à l'écran et évoquée lors de l'émission du 25 avril 2024 « conférant ainsi à la séquence un caractère promotionnel apparent ». Des faits similaires avaient donné lieu à un rappel à la réglementation le 6 mars 2024.
Lors de l'assemblée plénière du 2 octobre 2024, l'ARCOM fait un rappel à la réglementation auprès de TMC après que Quotidien a diffusé un montage d'une conférence de presse de Jordan Bardella le 24 juin 2024, pendant la campagne des législatives. Dans son intervention, l'autorité explique avoir « constaté que la séquence en cause, qui n’a pas été clairement présentée comme une caricature ou un pastiche, avait fait l’objet d’un montage susceptible de dénaturer le sens réel des images diffusées, et ce dans un contexte électoral requérant une vigilance accrue. Elle a par conséquent considéré que cette séquence, qui a pu induire les téléspectateurs en erreur, méconnaissait les dispositions des articles 1er et 2 de la délibération du 18 avril 2018 », délibération relative à l’honnêteté et à l’indépendance de l’information et des programmes qui y concourent.
En 2025 l’ARCOM a indiqué avoir été saisi l’année précédente après la diffusion d’une image d’un enfant mineur « sans autorisation, non protégée et accompagnée de propos moqueurs ».

## Critiques de l'émission
Comme son prédécesseur, Le Petit Journal, en son temps, Quotidien est régulièrement critiquée pour ses montages et détournements d'images ou son traitement de l'information. Ainsi, Jean-Luc Mélenchon et son entourage reprochent à l'émission d'avoir diffusé des extraits de la perquisition du siège de la France Insoumise, accusant Quotidien d'avoir caché des images et se réjouissant finalement de la diffusion de l'enregistrement dans son intégralité sans montage ni commentaire sur internet le 11 septembre 2019. De son côté, Geoffroy Lejeune, directeur de la rédaction de Valeurs actuelles, dénonce dans un article la mise en scène d'une interview par les équipes de Quotidien alors que son journal et l'émission s'opposent à la suite de la publication par l'hebdomadaire de l'article « La tyrannie des bien-pensants ».
L'évolution de l'émission depuis son arrivée au sein du groupe TF1 est également sujette à critiques. En décembre 2017, la journaliste de Télérama Marie-Hélène Soenen estime que Quotidien s'engage de plus en plus dans la promotion des émissions de son propriétaire TF1 et que le talk show perd en conséquence de « son mordant ». Dans une interview publiée le 3 septembre 2018, en amont du lancement de la troisième saison de l'émission, Yann Barthès et Théodore Bourdeau annoncent vouloir réduire la part de la promotion dans l'émission et réfutent toute obligation de la part de TF1. Cette critique quant à l'autopromotion est également formulée en février 2023 par Laura Terrazas de TV Magazine qui, à l'approche des Q d'or 2023, reproche à l'émission la forte proportion de personnalités liées au Groupe TF1 ou à Quotidien et au Petit Journal parmi les lauréats de la précédente édition. Pour Thomas Deslogis, journaliste chez Slate, l'émission s'éloigne de la formule du Petit Journal pour se rapprocher de celle du Grand Journal ou de Touche pas à mon poste !. L'émission deviendrait alors selon lui un « talk-show d'infotainment entrecoupé de sketchs » au sein duquel le décryptage politico-médiatique n'occupe plus une place prépondérante.
Le sociologue Nicolas Framont, fondateur du webzine d'opinion Frustration Magazine, estime que Quotidien évite de traiter des questions sociales et accuse l'émission de faire la promotion, sous couvert d'humour, d'un « néolibéralisme à visage souriant ».
Les interviews menées sur le plateau de l'émission sont également sujettes à critiques, Yann Barthès se voyant parfois reprocher un manque de contradiction vis-à-vis de ses invités. Ainsi en mars 2021, l'interview de Patrick Poivre d'Arvor, accusé de viol et d'agressions sexuelles, est fortement critiquée car jugée trop complaisante, notamment par des victimes présumées de l'ancien journaliste,. En mai 2023, le magazine Télérama s'étonne de l'absence de contradiction face à la réalisatrice Maïwenn, notamment lorsque celle-ci confirme avoir agressé le journaliste Edwy Plenel tout en refusant de donner la raison de son acte pour ensuite revenir à la promotion de son film. Arrêt sur images critique pour sa part les nombreuses invitations de chefs de grandes entreprises, reçus selon le site « tels des experts de leurs secteurs, et presque jamais mis en difficulté ».